# مريم العذراء
مَريَم العَذْراءُ أو القِدِّيسة مَريَم العَذْراءُ (بالعبرية: מרים הבתולה مِريَم هَبِتوله وبالسريانية: ܡܪܝܡ ܒܬܘܠܬܐ مَريَم بثُلتا وباليونانية Παρθένος Μαρία برثينوس ماريا) شخصية مميزة ورد ذكرها في العهد الجديد والقرآن. هي أم يسوع الناصري، الذي ولدته، حسب المعتقدات المسيحية والإسلامية، ولادةً عذريةً دون تدخل رجل.
وفق المعتقدات المسيحية فإن مريم كانت مخطوبة ليوسف النجار، عندما بشرها الملاك جبرائيل بحملها بيسوع وظلت بقربه حتى الصلب. الكتب الأبوكريفية المختلفة وكتابات آباء الكنيسة تتكلم عن حياتها المبكرة وحتى بداية الدعوة العلنية ليسوع، وقد قُبلت هذه الكتابات بنسب متفاوتة عقائدًا لدى الطوائف المسيحية، وقد صيغ عدد آخر من العقائد في المسيحية تعرف باسم العقائد المريمية تتحدث عن العذراء ودورها، التي أغدقت عليها الكنيسة أيضًا عددًا كبيرًا من الألقاب، فهي الملكة والمباركة والشفيعة المؤتمنة وغيرها من الألقاب التي تندرج في إطار تكريمها، الذي تعتقد الكنائس التي تفرد لمريم مكانة خاصة أنه جزء من العقيدة المسيحية، وفي سبيل ذلك أيضًا أقامت عددًا كبيرًا من الأعياد والتذكارات في السنة الطقسية خاصة بها، وشُيِّدت أعداد كبيرة من الكنائس والمزارات على اسمها، إلى جانب طرق مختلفة أخرى من التكريم، ويسمى علم دراسة مريم ودورها في الكتاب المقدس والمسيحية الماريولوجيا.
ولمريم العذراء أيضًا مكانة خاصة في الإسلام وعند المسلمين، فهي خير نساء العالمين، وتوجد قصتها وقصة عائلتها وابنها عيسى مذكورة في السورة الثالثة من القرآن الكريم: سورة آل عمران وفيها وفق المعتقدات الإسلامية قصة ميلاد مريم وأنها كانت عذراء بتول اصطفاها الله على نساء العالمين وطهرها، وبشّرتها الملائكة بعيسى من غير أب، يُكلم الناس في المهد؛ وكذلك السورة التاسعة عشر من القرآن تُدعى باسمها: سورة مريم، وهي السورة الوحيدة في القرآن المسماة باسم امرأة.
بحسب الموسوعة الكاثوليكية، اختلف المفسرون حول معنى اسم «مريم»، فذهب البعض إلى أنه منحدر من أصل مصري قديم هو «مر mr» بمعنى «محبوب/حميم/عزيز»، بينما فسره آخرون على أنه منحدر من الكلمة العبرية «مر mr» بمعنى «مُرُّ: أي ضِدُّ حُلْو»، وفسر جيروم الاسم على أنه مكون من كلمتين عبريتين هما «مار mar» التي تعني قطرة و «يم yam» التي تعني بحر، فيكون معنى الاسم هو «قطرة بحر»، وهناك تفسيرات أخرى كثيرة. اسم «مريم» من الأسماء الواسعة الانتشار في المجتمع اليهودي القديم، وكان أول من دُعي به في العهد القديم هي النبية مريم شقيقة النبي موسى. (انظر سفر العدد 59/26.)

## حياة مريم العذراء

### حياتها المبكرة
لا تروي الأناجيل أو أية كتابات مسيحية رسمية عن طفولة مريم العذراء أو حياتها قبل البشارة، لكن هناك عدد من الكتب الأبوكريفية التي لم تعتمد في الكنيسة ككتب رسمية لعدم صحة نسبتها إلى التلاميذ الاثني عشر أو شخصيات مقربة منهم، أو لكتابتها في تاريخ متأخر عن سائر المؤلفات التي تدعى بالقانونية أو حتى بسبب أسلوب كتابتها الشعبي، تتناول حياة مريم المبكرة بشكل مفصل، هناك إنجيل خاص يعرف باسم إنجيل مريم، وآخر يدعى إنجيل يعقوب وطفولة المخلص إلى جانب إنجيل رحلة العائلة المقدسة، وإنجيل حياة مريم وموت يوسف، وهي الأناجيل الأكثر ذكرًا للعذراء وحياتها المبكرة.

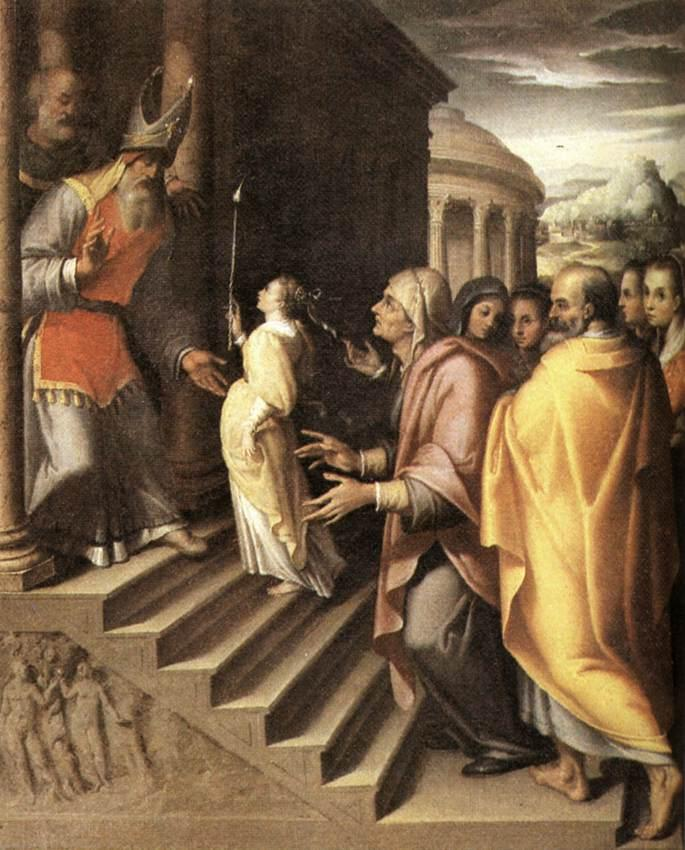
تقدمة العذراء للهيكل وفقًا لرواية إنجيل يعقوب، اللوحة لدنيس كالفرت، القرن السادس عشر.

ورغم عدم الاعتراف بها كأناجيل قانونية غير أن هذه الأناجيل كانت ذات انتشار بين الجمهور المسيحي في القرن الثاني والقرن الثالث وأثرت بشكل أو بآخر على العقائد المسيحية، فرغم عدم ذكر الأناجيل الرسمية عن طفولة العذراء شيء يحوي تقويم الأعياد والمناسبات الدينية يوم 21 نوفمبر سنويًا عيدًا خاصًا بتقدمة العذراء للهيكل، ويذكر هذا الحدث في إنجيل بشارة يعقوب ويحدد عمر العذراء آنذاك بثلاث سنوات. وقد اعتُمدَ الحدث رسميًا نظرًا لاعتماده من قبل آباء الكنيسة في كتاباتهم ومؤلفاتهم واتفاقهم عليه.
بحسب الرواية الواردة في الكتب الأبوكريفية والمعتمدة رسميًا بين المسيحيين أيضًا فإن والدي العذراء كانا عجوزين لا أولاد لهما في حين كانت أمها عاقرًا لا تستطيع الإنجاب، الأمر الذي كان يعتبر عارًا في المجتمع اليهودي القديم ويجلب معايرة المجتمع، لكن الرب أجرى معجزة لوالدتها فحبلت وأنجبت مريم بعد أن نذرت نذرًا بأن تهبها لله. وهذا ما حصل فعلًا، فعندما ولدت مريم قدمتها والدتها للخدمة في هيكل سليمان ولها من العمر ثلاث سنوات.
إن إنجيل لوقا يذكر: عذراءً من الناصرة.لوقا 26/1] الواقعة في الجليل دون أن يشير إلى القدس أو هيكل سليمان، ما دفع البعض لاعتبار الحادث رمزًا أو تقليد واكتفوا بأن تغدق صفات الحمد والثناء على مريم خلال تلك الفترة من عمرها: كانت مريم فتاة من فتيات الناصرة، تقوم بالأعمال المنوطة بهنّ، وتتردد إلى المجمع وتسمع التعليم الديني، وتصلي، إن الله قد اختار مريم وزينها بأجمل المحاسن، مؤهلًا إياها لتلد ابنه في الجسد وتحضنه وترعاه وتخدمه كما يليق بالقدوس. فالراجح إذن حسب النظرية الرسمية في المسيحية أن العذراء وإن قدمها ذويها إلى الهيكل حسب رواية الكتب الأبوكريفية والتقليد الكنسي، إلا أنها قد عادت إلى منزل ذويها في الناصرة حيث قضت هناك عدة سنوات قبل خطبتها ليوسف النجار، خصوصًا أن النساء لم يكن المسموح لهنّ بالخدمة أو الإقامة في الهيكل لدى تجاوزهنّ سن الإثني عشر عامًا وهو عمر البلوغ وفق الشريعة اليهودية. في حين يذكر إنجيل بشارة يعقوب المنحول أن يوسف من كفل العذراء إثر قرعة قام بها زكريا بعد تجاوز مريم الثانية عشر من عمرها.

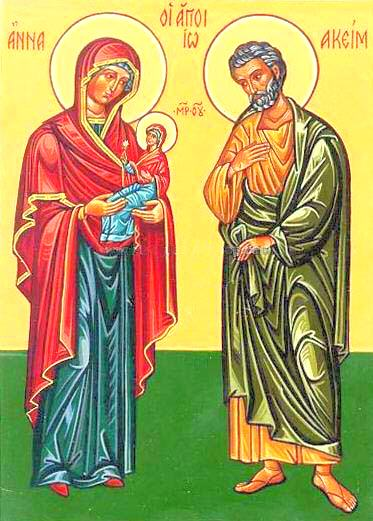
أيقونة بيزنطية تظهر القديس يهوياقيم والقديسة حنة والدي العذراء.

مع أن إنجيل يعقوب يذكر أن يهوياقيم (والد مريم) كان غنيًا، بيد أن عددًا من الباحثين يشيرون خلاف ذلك، أو أن عائلة خطيبها يوسف النجار أقله لم تكن كذلك، فعند تقدمة يسوع وفق الشريعة اليهودية قام يوسف ومريم بتقديم ذبيحة الفقراء.لوقا 24/1] يلفت اللاهوتيون النظر إلى كون: نشيد الفرح الذي شدت به لأليصابات يبيّن مدى معرفتها بالله وبالتقليد اليهودي وبكون أفكارها مملوءة بكلمات من العهد القديم. ما يتفق مع الكتب الأبوكريفية والتقليد الكنسي بكونها تلقت تعاليمًا ودورسًا دينية.
استنادًا إلى إنجيل بشارة يعقوب ذاته وعدد من كتابات آباء الكنيسة فإن يوسف النجار كان له من العمر تسعون عامًا عندما كفل مريم، ما يجعل ميلادها إذا ما حدد موعد ميلاد يسوع بين عامي 4 إلى 6 قبل الميلاد حوالي عام 18 قبل الميلاد، وتعتبر هذه النظرية رسمية في الكنيسة الأرثوذكسية الشرقية والكنائس الأرثوذكسية المشرقية غير أنها تنتقد بشدة من قبل أغلب الباحثين وكذلك من قبل الكنيسة الكاثوليكية. فمن المعروف أن يوسف النجار كان حيًا عندما كان عمر يسوع اثني عشر عامًا،لوقا 48/2] ثم لا يذكر في حياة يسوع العلنية مطلقًا؛ ومن المستبعد كما يرى الباحثون، أن يسافر رجل تجاوز المئة إلى مصر أو أورشليم، أو أن يرعى عائلة من جديد، خصوصًا أن الرواية الأولى تضيف أن ليوسف زواجًا سابقًا دام تسعًا وأربعين عامًا أنجب فيه ستة أولاد، فالمعتمد في الكنيسة الكاثوليكية وكذلك الكنيستين اللوثرية والإنجليكانية إضافة لأغلب الباحثين عدم الأخذ بنظرية الأعمار الواردة في الكتب الأبوكريفية وإن قام عدد منهم بالأخذ بها كما فعل نيكوس كازانتزاكيس؛ علمًا بأنه وفق المعتقدات الكاثوليكية فإن العذراء عندما ظهرت في بلدة فاطمة البرتغالية عام 1917 وصفت من قبل الرؤاة بأن عمرها بين السادسة عشر والتاسعة عشر؛ وتحدد الكنيسة الكاثوليكية عمر يوسف النجار بنحو الثلاثين عند زواجه ووفاته بنحو الستين.
بحسب التقليد المسيحي أيضًا، أي مجموع كتابات آباء الكنيسة الأوائل، فإن والدي العذراء هما حنة ويهوياقيم، ويحتفل بتذكارهما في 9 سبتمبر من كل عام، أي بعد يوم واحد من ذكرى ميلاد مريم العذراء في 8 سبتمبر من كل عام حسب التقليد الكنسي أيضًا.
هناك أيضًا جدل بين الباحثين حول نسب مريم العذراء وإلى أي سبط من أسباط بني إسرائيل تنتمي، فحسب بعض آباء الكنيسة كالقديس أمبروسيوس وبعض المفسرين البروتستانت للعهد الجديد أمثال ديفيد فيرمان وجيمس جالفن، تُنسب العذراء إلى سبط يهوذا الملكي، وبالتالي فإن يسوع ينتسب إلى سبط يهوذا من ناحيتي أبيه وأمه كليهما، يرى هؤلاء أن سلسة نسب يسوع الواردة في إنجيل لوقا 3/ 23-38 هي نسبه من ناحية أمه مريم ويعتقدون أن هالي المذكور بعد يوسف هو حمي يوسف وليس والده، البعض الآخر من الباحثين يرون أنها من سبط لاوي وذلك استنادًا إلى كون أليصابات قريبتها متزوجة من هذا السبط ولا يحق لليهود الزواج من غير سبطهم حسب تشريع سفر العدد، وتعتبر هذه النظرية الرسمية لدى الإسلام وكذلك الكنيسة القبطية الأرثوذكسية، غير أن العهد القديم يحفل أيضًا بذكر زوجات شخصياته من غير أسباطهم، بل من غير بني إسرائيل رغم أن الشريعة اليهودية تحرّم ذلك، فلدى العودة من سبي بابل سقطت الكثير من الشرائع اليهودية. هناك أيضًا رأي ثالث يغلب عليه الطابع التاريخي، فالناصرة - حيث ترعرعت العذراء - واقعة ضمن حدود سبط منسّى، لذلك فقد تكون العذراء من هذا السبط، وهناك عدد آخر من الباحثين كالأب الباحث سليم يمّين ووديع بشور يرون أن يسوع وأمه وعائلته ليسوا بيهود أصلًا وإنما سريان آراميون متهودون. ً

### البشارة

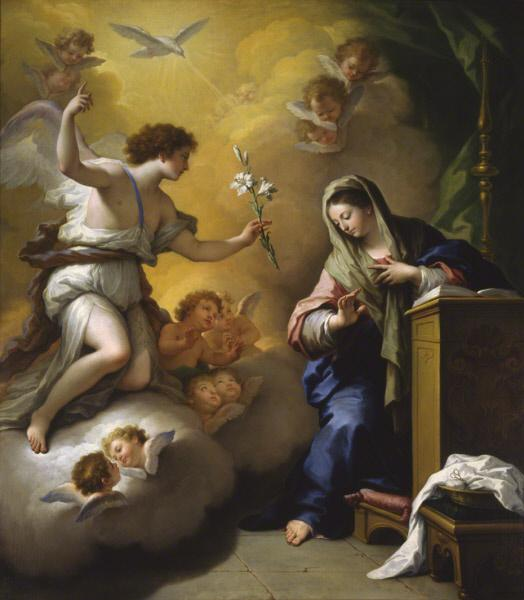
أيقونة البشارة بحسب الفن اللاتيني، رسم باولو ميتاس، 1712.

بين الأناجيل الأربعة القانونية ينفرد إنجيل متى وإنجيل لوقا بذكر ميلاد يسوع وبينما يذكر إنجيل متى باقتضاب: وكانت أمه مريم مخطوبة ليوسف وقبل أن يجتمعا معًا وجدت حبلى من الروح القدس.متى 18/1] ينفرد إنجيل لوقا بذكر حادثة البشارة والتوسع بالأحداث السابقة للميلاد، ما دفع بعض آباء الكنيسة للقول بأن لوقا قد اجتمع مع مريم في مدينة أفسس ونقل منها الفصول المتعلقة بالميلاد.
بحسب إنجيل لوقا فإنه عندما كانت أليصابات في الشهر السادس من حملها بيوحنا المعمدان، ظهر ملاك الرب جبرائيل: «إِلَى عَذْرَاءَ مَخْطُوبَةٍ لِرَجُل مِنْ بَيْتِ دَاوُدَ اسْمُهُ يُوسُفُ. وَاسْمُ الْعَذْرَاءِ مَرْيَمُ. سَلاَمٌ لَكِ أَيَّتُهَا الْمُنْعَمُ عَلَيْهَا! اَلرَّبُّ مَعَكِ. مُبَارَكَةٌ أَنْتِ فِي النِّسَاءِ.»."لوقا 1: 26-27".

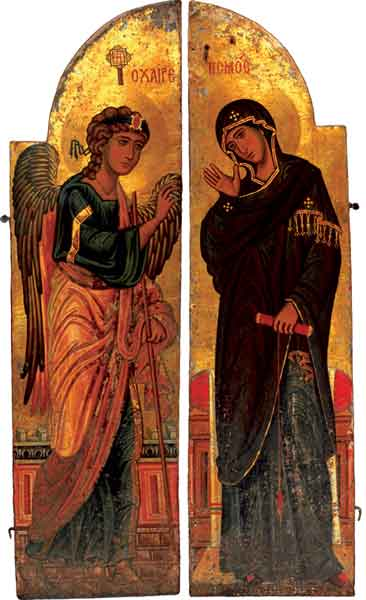
أيقونة البشارة بحسب الفن البيزنطي، تعرف أيضًا باسم الباب المقدس وهي تعود للقرن الثاني عشر.

إذاك تذكر رواية البشارة حسب إنجيل لوقا أن مريم قد اضطربت لكلام الملاك وتساءلت عن معنى هذه التحية،لوقا 29/1] فأجابها الملاك: لا تخافي يا مريم، فقد نلت حظوة من عند الله، فستحبلين وتلدين ابنًا تسميه يسوع؛ سيكون عظيمًا وابن العلي يدعى ويوليه الرب الإله عرش داود أبيه، ويملك على بيت يعقوب إلى الأبد ولن يكون لملكه نهاية.لوقا 30/1] فاستفسرت مريم من الملاك: كيف يحدث هذا وأنا لست أعرف رجلًا؟ فأجابها الملاك: الروح القدس يحلّ عليك وقدره العلي تظللك لذلك يكون المولد منك قدوسًا وابن الله العلي يدعى.لوقا 35/1] بيّن الملاك لمريم أيضًا أن قريبتها (بحسب التقليد الكنسي ابنة خالتها) أليصابات حامل: ها إن نسيبتك أليصابات قد حبلت هي أيضًا بابن في شيخوختها، وهذا هو الشهر السادس لتلك التي كانت تدعى عاقرًا.لوقا 36/1] إذاك قالت مريم: ها أنا أمة الرب فليكن لي حسب قولك.لوقا 39/1] عندها انصرف الملاك من عندها، وبحسب المعتقدات المسيحية قد حملت مريم مباشرة بعد ذلك، ويحتفل المسيحيون حول العالم بعيد البشارة في 25 مارس كل عام أي قبل تسعة أشهر تمامًا من 25 ديسمبر موعد الاحتفال بميلاد يسوع المسيح، ويخصص الأحد الثاني من زمن الميلاد لاستذكار الحادث أيضًا، كما أن كنيسة البشارة في الناصرة لا تزال حتى اليوم المكان التقليدي وفق المعتقدات المسيحية لمكان حدوث البشارة.
وجد بعض المفسرين للعهد الجديد بقول الملاك قوة العلي تظللك إشارة إلى سفر الخروج حيث ظلل الغمام الشعب الذي قاده موسى من مصر، في حين يوضح بعض المفسرين الآخرين: إن العذراء ربما واجهت الكثير من الهزء والافتراء بسبب حملها، كما أن خطيبها يوسف أراد أن يفك خطوبته سرًا لما علم بالأمر. لكن كما يعلن إنجيل متى فقد ظهر له ملاك الرب في الحلم وقال له: يا يوسف ابن داود لا تخف أن تأت بمريم عروسك إلى بيتك لأن الذي حبلى فيه إنما هو من الروح القدس.متى 20/1] فيعتقد المسيحيون إذاك: غير يوسف خطته بعد أن اكتشف أن مريم كانت أمينة ومخلصة له فأطاع الله وتمم إجراءات الزواج كما كان ينوي، وقبل انفضاح أمر الحمل. إذ يقول القديس إمبروسيوس أحد آباء الكنيسة: لكي لا يُظن أنها زانية. ولقد وصفت بصفتين في آن واحد، أنها زوجة وعذراء. فهي عذراء لأنها لم تعرف رجلًا، وزوجة حتى تُحفظ ممَّا قد يشوب سمعتها، فانتفاخ بطنها يشير إلى فقدان البتوليّة في نظر الناس. هذا وقد اِختار الرب أن يشك البعض في نسبه الحقيقي عن أن يشكُّوا في طهارة والدته... لم يجد داعيًا للكشف عن شخصه على حساب سمعة والدته. أما مريم إثر زواجها فقد انتقلت إلى أليصابات في جبال يهوذا حسب إنجيل لوقا،لوقا 39/1] ويحددها التقليد المسيحي بأنها عين كارم إلى الجنوب الغربي من القدس، وقد مكثت هناك إلى ما بعد ولادة يوحنا المعمدان، أي حوالي ثلاث أشهر.
اعتقد المسيحيون السريان خصوصًا، أنه حالما حبلت مريم فقد تصور يسوع في أحشائها كاملًا بعد أن أخذ طبيعته البشرية منها، ولم ينم كما ينمو الجنين العادي، يلتقي هذا الاعتقاد السرياني مع بعض الفقهاء المسلمين في تفسير القرآن، ومع إنجيل مريم وطفولة المخلص المنحول، غير أن الكنيسة لم تثبته ولم تنفه، ولا يزال يردد حتى اليوم طوال تسعة أيام قبل عيد الميلاد في جميع الكنائس التي تتبع الطقس السرياني معنيث أي نشيد يشير إلى هذا الاعتقاد.

### زيارة أليصابات
| من نشيد مريم تعظم نفسي الرب، وتبتهج روحي بالله مخلصي، لأنه نظر إلى تواضع أمته، فها منذ الآن تطوبني جميع الأجيال، لأن القدير قد صنع بي العظائم، واسمه قدوس، ورحمته إلى أجيالٍ وأجيالٍ للذين يتقونه. |
| —إنجيل لوقا 1/ 46-50 |

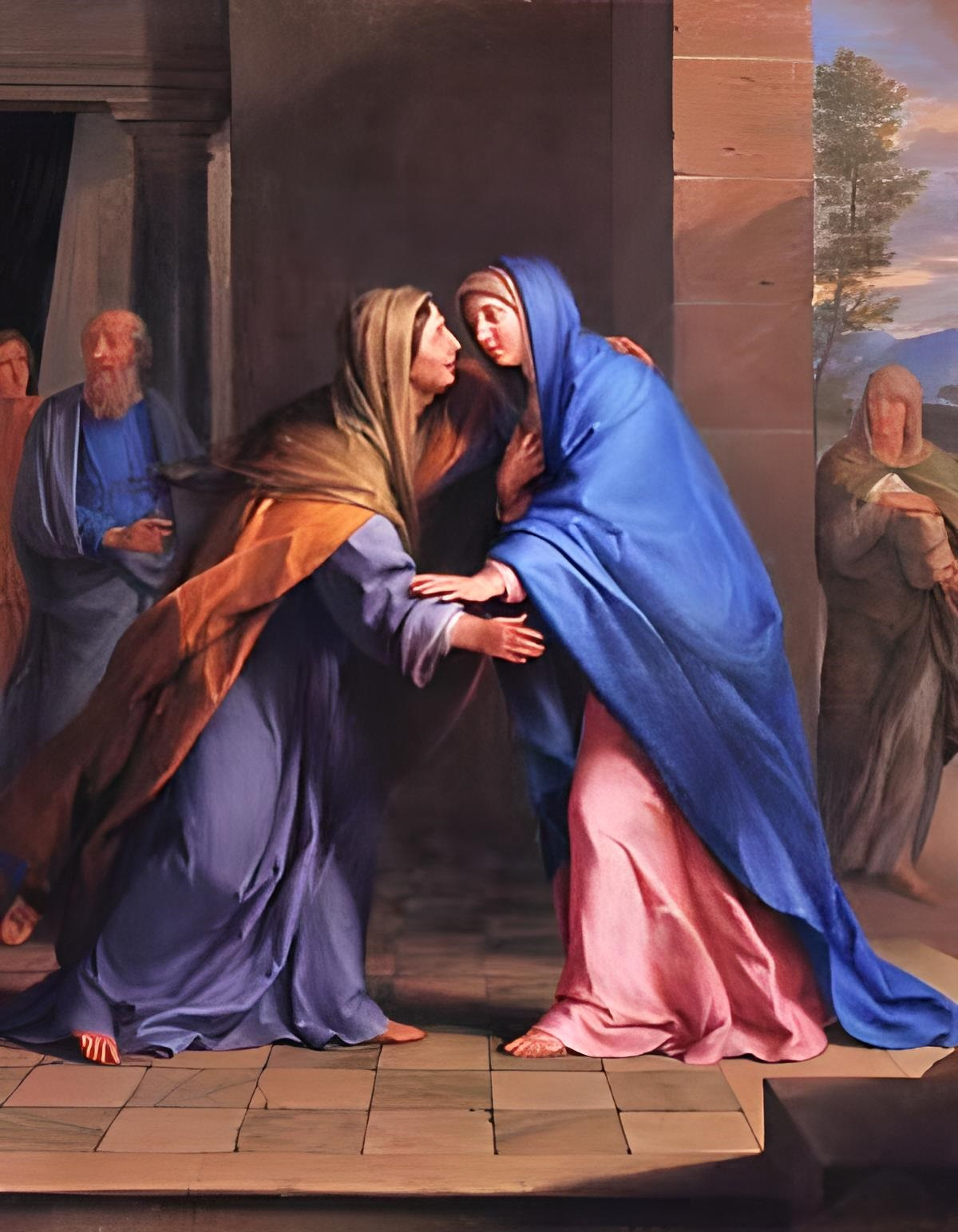
أليصابات (يسار) تستقبل مريم في بيتها، رسم فيليب دي شامبين، القرن السابع عشر.

تعتبر زيارة العذراء إلى أليصابات من المحطات الهامة في أحداث الميلاد، وقد خصصت لها الكنيسة أسبوعًا خاصًا من أسابيع زمن الميلاد السبعة، وكذلك تقيم تذكارًا لذلك في 2 يوليو من كل عام. ينفرد إنجيل لوقا بذكر الحادثة، ويبدأ بذكر: في تلك الأياملوقا 39/1] دون مزيد من الإيضاح ما دفع بعضًا من آباء الكنيسة للقول بأن الحدث قد تم عقب الزواج الاسمي من يوسف النجار والبعض الآخر أنه قد تم عقب البشارة ولحقه الزواج بيوسف، غير أن الرأي الأكثر شيوعًا أن الزيارة قد تمت بعد الزواج من يوسف، يتابع إنجيل لوقا: قامت مريم وذهبت إلى الجبال قاصدة مدينة من مدن يهوذا ودخلت بيت زكريا وسلّمت على أليصابات، ولما سمعت أليصابات سلام مريم قفز الجنين في بطنها.لوقا 40/1] اكتسبت الآيات السابقة أهمية خاصة في المسيحية وفي كتابات آباء الكنيسة فهي تشير إلى إكرام خاص للعذراء وتشير أيضًا اللقاء الأول بين يسوع ويوحنا المعمدان وكلاهما في الحشا. ثمّ امتلأت أليصابات من الروح القدس وهتفت بصوت عالٍ قائلة: مباركة أنت بين النساء، ومباركة ثمرة بطنك.لوقا 42/1] وقد أخذت الكنيسة عبارة أليصابات هذه مع عبارة الملاك جبرائيل لدى البشارة لتكوين الصلاة الأشهر للعذراء في المسيحية وهي السلام الملائكي، وتابعت أليصابات: فمن أين لي هذا أن تأتي إليّ أم ربي؟ فإنه ما إن وقع صوت سلامك في أذني حتى قفز الجنين ابتهاجًا في بطني.لوقا 43/1] غير أن المعترضين من الطوائف البروتستانتية رؤوا في الأصل اليوناني للكلمة بعدم استخدام أليصابات مصطلح يهوه وإنما مصطلح الرب إشارة لعدم شرعية اللقب، بجميع الأحوال فإن مختلف المواقف والتفاسير تتفق أن الآيات تحوي إكرامًا خاصًا لمريم العذراء: فطوبى للتي آمنت أنه سيتم ما قبل لها من الرب.لوقا 45/1]
ينتقل لوقا حينه لذكر نشيد مريم الذي أنشدته خلال زيارتها لأليصابات وهو يتشابه مع المواضيع العامة للعهد القديم: صورت مريم في نشيدها الله نصيرًا للفقراء والأذلاء والمحتقرين. وذكرت بوعده بالخلاص،لوقا 55/1] وبختام النشيد، يختم إنجيل لوقا زيارة العذراء: وأقامت مريم عند أليصابات نحو ثلاث أشهر ثم رجعت إلى بيتها.لوقا 55/1] والراجح أن مريم مكثت في بيت زكريا إلى أن وضعت أليصابات ولدها، لكن لوقا أراد أن يختم موضوع سفر مريم قبل أن ينتقل إلى موضوع آخر أي مولد يوحنا المعمدان وتسميته وختانه، أما في خصوص وقت الزيارة الطويل فهذا يعود: لصعوبة الانتقالات والمواصلات فضلًا عن ندرتها حينها، كانت الزيارات لفترات طويلة أمرًا عاديًا، ولا بدّ أن مريم كانت عونًا كبيرًا لأليصابات التي كانت تحتمل عناء حملها الأول وهي في سن متقدمة.

### ميلاد يسوع
يقدم إنجيل لوقا الإطار العام لميلاد يسوع فقد أصدر أغسطس قيصر مرسومًا بإحصاء سكان الإمبراطورية الرومانية،لوقا 1/2] ولهذه المناسبة: ذهب الجميع ليتسجلوا كل واحدٍ إلى بلدته، وصعد يوسف أيضًا من مدينة الناصرة بمنطقة الجليل إلى مدينة داود المدعوة بيت لحم بمنطقة اليهودية، لأنه كان من بيت داود وعشيرته، ليتسجل هناك مع مريم المخطوبة له وهي حبلى.لوقا 3/2] لقد استخدم إنجيل لوقا مصطلح خطيبته رغم أنها كانت زوجته آنذاك أمام المجتمع،متى 24/1] وفي هذا إشارة إلى الاعتقاد المسيحي ببتولية مريم العذراء، وبينما كانا هناك تمت أيامها لتلد،لوقا 5/2] فيذكر إنجيل لوقا كيف ولدت يسوع ولفته بقماط وأنامته في مذود،لوقا 7/2] إن ذكر المذود هو أساس الاعتقاد بأن يسوع ولد في حظيرة، فقد كانت الحظائر آنذاك كهوفًا تحوي مذودًا، ويعتبر هذا المكان مظلمًا وقذرًا، سبب ذلك لأن مريم لم تجد مكانًا لتضع فيه مولودها في منزل أو فندق،لوقا 8/2] ويرى آباء الكنيسة في ذلك دروسًا روحيّة عديدة، أما القماط فيسود الاعتقاد بأنه إشارة سابقة لتكفين يسوع وبالتالي موته.
بحسب إنجيل يعقوب المنحول، فإن سالومة وهي أيضًا إحدى قريبات العذراء إضافة إلى قابلة مشرفة على ولادتها حضرا الميلاد؛ بحسب الإنجيل المنحول أيضًا فقد كانت سالومة تشكك في أن مريم قد حبلت فعلًا من الروح القدس وأنها كانت وستبقى عذراءً، فعندما ولدت العذراء تعجبت القابلة وسالومة فقد ظلت مريم عذراءً على الرغم من ولادتها، إذاك هتفت سالومة وتهللت وآمنت بكل ما كانت مريم قد أخبرتها به.
رواية الأناجيل المنتحلة عمومًا غير مأخوذ بها في الكنيسة أو في العقائد المسيحية غير أنها هامة لدراسة الفكر الديني لدى المسيحيين في القرون الأولى، كما أنها تعكس إكرام العذراء منذ العصور المبكرة في المسيحية، أما في رواية الميلاد الرسمية لا تذكر سالومة أو القابلة، لكن يذكر رعاة وقد ظهر لهم ملائكة وأرشدوهم إلى مكان الميلاد: وجاؤوا مسرعين فوجدوا مريم ويوسف والطفل مضجعًا في مذود.لوقا 16/2] وتختم رواية الميلاد: وأما مريم فكانت تحفظ هذه الأمور جميعًا وتتأملها في قلبها.لوقا 19/2]

### الأحداث اللاحقة للميلاد

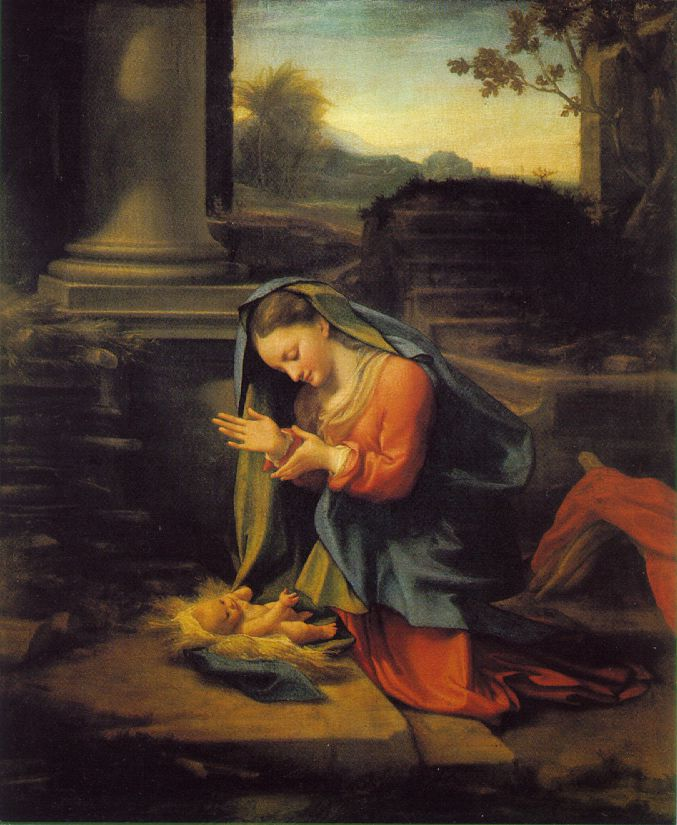
مريم والطفل يسوع، بريشة أنطونيو دا كوريجيو، 1520.

يبدو بحسب الأناجيل أن إقامة مريم ويوسف قد طالت في بيت لحم، فختن الصبي وسمي يسوع في يومه الثامن،لوقا 21/2] وبعد أربعين يومًا صعدا به إلى أورشليم ليقدماه في الهيكل وفق الشريعة اليهودية، وترتبط التقدمة بأم المولود عمومًا، إذ تتم التقدمة بعد أربعين يومًا لأنها مدة تطهير المرأة التي وضعت مولودًا ذكرًا حسب الشريعة اليهودية، أما لو وضعت المرأة أنثى تطول مدة التطهير ثمانين يومًا، وخلال التقدمة كانت في الهيكل سمعان البار، والنبية حنّة بنت فنوئيل،لوقا 36/2] الذين أخذا حسب إنجيل لوقا بالتهليل والتسبيح لأنها أبصرا يسوع،لوقا 26/2] وقدّم سمعان البار نبؤة: ثم باركهما وقال لمريم أم الطفل: ها إن هذا الطفل قد جعل سقوط كثيرين وقيام كثيرين في إسرائيل، وحتى أنت سيخترق سيف الحزن نفسك لكي تنكشف الأفكار عن قلوب كثيرة.لوقا 35/2] وستشكل الآيتين السابقتين أساس الاعتقاد الكاثوليكي اللاحق بكون مريم “شريكة الفداء”.
الحدث الآخر اللاحق للميلاد والذي تظهر في العذراء هو زيارة المجوس الثلاثة ويظهرون في بعض الترجمات تحت اسم الحكماء، على عكس ما هو شائع شعبيًا، يعتقد المسيحيون أن زيارة المجوس قد تمت وقد تجاوز عمر يسوع العام أو العامين، وليس مباشرًا بعد الميلاد، (انظر إنجيل متى 16/2) يعتقد بعض اللاهوتيين المفسرين أن المجوس الثلاثة جاؤوا من العراق وربما كانوا من اليهود الذين ظلوا في بابل بعد العودة من السبي، غير أن بعضهم الآخر يعتقد أنهم جاؤوا من الأردن أو شبه الجزيرة العربية أي أنهم كانوا عربًا لأن هداياهم التي قدموها، الذهب والبخور والمر هي من الأشياء التي اشتهرت بها بلاد العرب، ويرى بعض اللاهوتيين أيضًا أن النجم الذي قادهم إلى بيت لحم هو اقتران كواكب المشتري وزحل والمريخ الذي تم بحدود العامين 5 إلى 6 قبل الميلاد: ودخلوا البيت فوجدوا الصبي مع أمه مريم، فجثوا وسجدوا له ثم فتحوا كنوزهم وقدموا له هدايا ذهبًا وبخورًا ومرًا.متى 11/2]

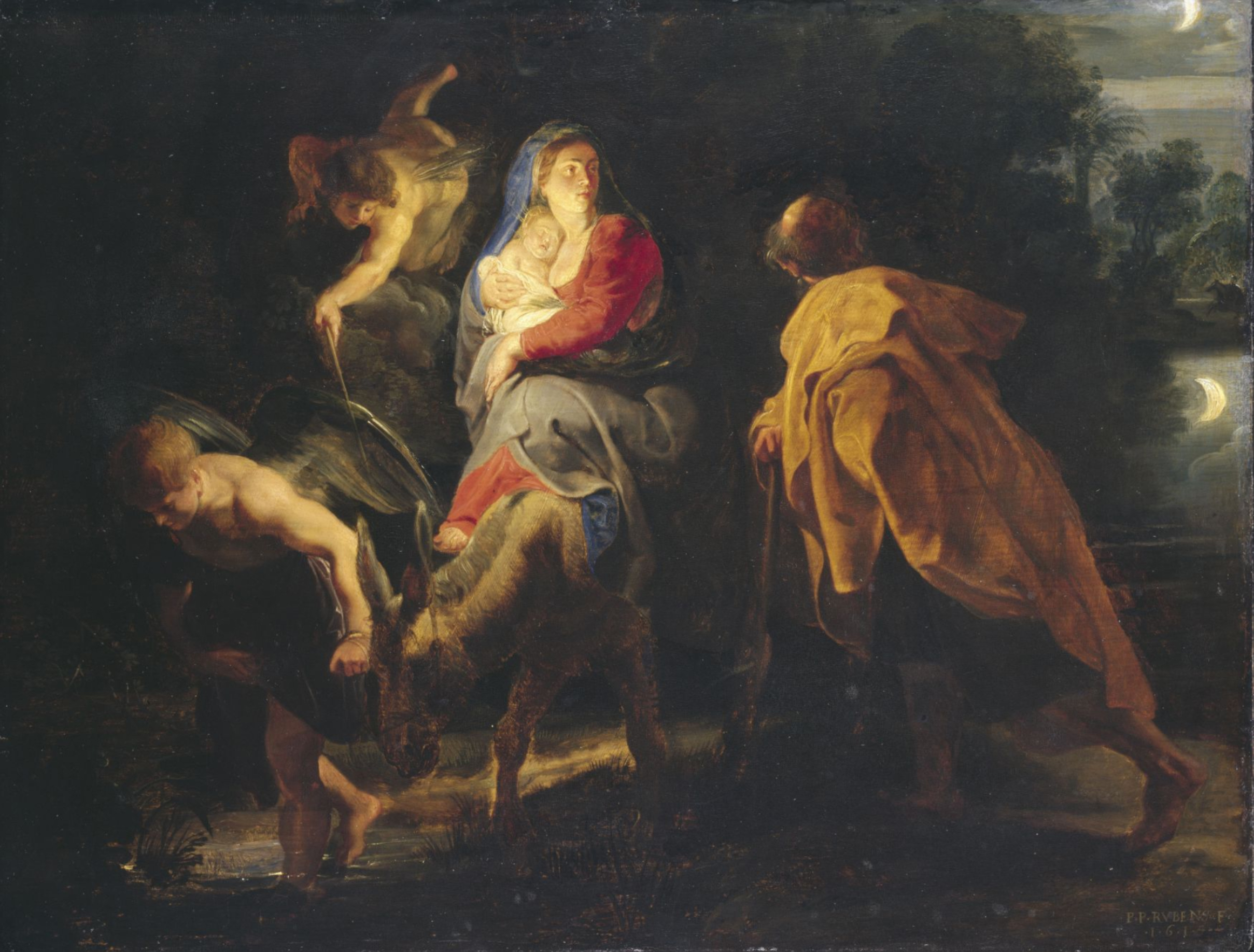
الهروب إلى مصر، بريشة بيتر بول روبنس، 1614.

بعيد رحيل المجوس أوحي ليوسف عن طريق ملاك في الحلم: قم واهرب بالصبي وأمه إلى مصر وابق فيها إلى أن آمرك بالرجوع فإن هيرودس سيبحث عن الصبي ليقتله. فقام يوسف في تلك الليلة وهرب بالصبي وأمه منطلقًا إلى مصر.متى 13/2] يشرح إنجيل متى بشكل مفصل عن الأسباب التي دفعت هيرودس الكبير لقتل يسوع ويذكر أنه أمر بأن يقتل جميع أطفال بيت لحم وجوارها من ابن سنتين فما دون لمحاولة القضاء عليه،متى 16/2] ورغم أن مذبحة هيرودس الكبير المذكورة في العهد الجديد لم يشر إليها في كتابات المؤرخين الأقدمين، إلا أن المؤرخ اليهودي يوسف يذكر أن هيرودس كان سفاحًا دون مزيد من الإيضاح.
نشاطات العائلة في مصر غير واضحة ولا يأت على أي ذكر لها في الأناجيل الأربعة، غير أن التقليد القبطي يذكر أن مدة الإقامة في مصر دامت ستة أشهر وأن العائلة قد استقرت في أسيوط، ويضيف التقليد القبطي خمسة وعشرين موقعًا أغلبها تحوّل إلى كنائس وأديرة شهدت فعاليات العائلة على طريق الذهاب إلى مصر ومن ثم العودة إلى فلسطين.
جميع أحداث حياة يسوع اللاحقة، حتى بداية حياته العلنية لا يذكر عنها شيئًا في الأناجيل الأربعة، باستثناء ما يذكر في إنجيل لوقا من ضياع يسوع في الهيكل خلال احتفالات عيد الفصح وله من العمر اثني عشر عامًا،لوقا 44/2] وبعد أن بحثت مريم ويوسف النجار عليه وجدته بعد ثلاث أيام في الهيكل: جالسًا وسط المعلمين يستمع إليهم ويطرح عليهم الأسئلة. فقالت له مريم: يا بني لماذا عملت هكذا؟ فقد كنا أبوك وأنا نبحث عنك متضايقين.لوقا 48/2] ويختم هذا المقطع أيضًا بعبارة: وكانت أمه مريم تحفظ هذه الأمور كلها في قلبها.لوقا 51/2] وهي العبارة التي ختم بها مقطع الميلاد؛ علمًا أن العائلة قد استقرت في الناصرة منذ العودة من مصر.متى 23/3]

### في حياة يسوع العلنية

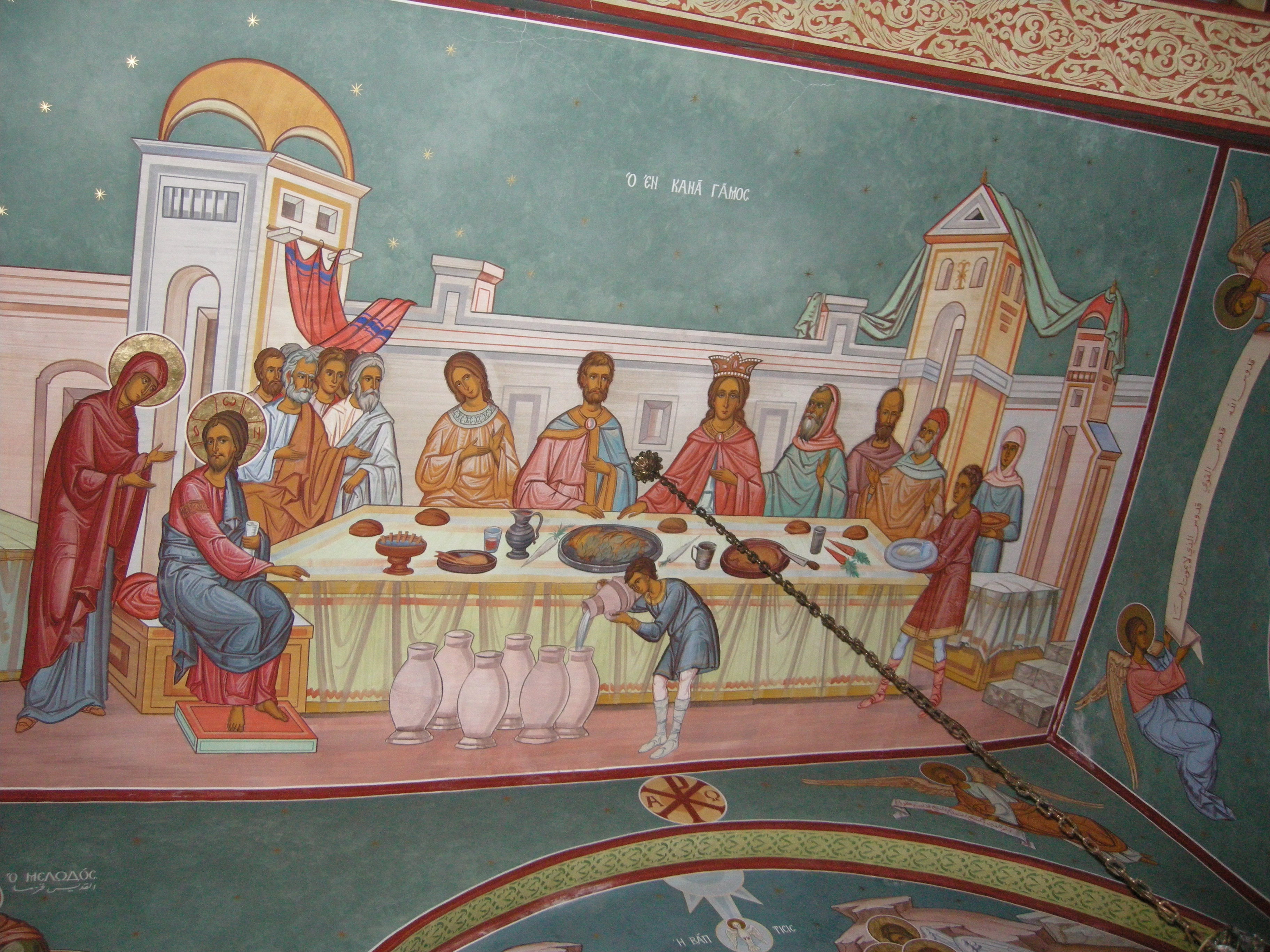
جدارية من الفن البيزنطي في مقر بطريركية الروم الأرثوذكس في القدس، تظهر عرس قانا الجليل.

يتناقص ذكر العذراء في الأنجيل خلال حياة يسوع العلنية، هذا يعود بشكل أساسي لكون الإنجيل: آيات دونت لكم لتؤمنوا أن يسوع هو المسيح ابن الله ولكي تكون لكم الحياة الأبدية إذ تؤمنون.يوحنا 31/20] فالأناجيل الأربعة تركز على شخص يسوع وأعماله وتعاليمه دون سائر الشخصيات على اختلاف أهميتها؛ سوى ذلك فإن العذراء لم تكن من الذين تبعوا يسوع في جولاته وتبشيره فلا يذكرها إنجيل لوقا 8/ 1-3 في إطار ذكره للنساء اللواتي تبعنّ يسوع، ويتضح ذلك بشكل جلي في إنجيل متى 13/ 55-56 حيث يذكر أنها قد ظلت مقيمة في الناصرة، يعتقد المسيحيون أن في ذلك دروسًا وعبرًا عديدة:
| مريم العذراء | فإنها كانت تعيش على الأرض حياة ملؤها الاهتمام بالشؤون العالمية والأشغال، ومع ذلك كانت على الدوام متّحدةً بابنها اتحادًا صميمًا، مسهمةً في عمله الخلاصي إسهامًا لا مثلَ له على الإطلاق. | مريم العذراء |

إلى جانب ذلك فإن يسوع ينادى في إنجيل مرقس بالنجار ابن مريم،مرقس 3/6] وينقل إنجيل لوقا مدحًا خاصًا لها خلال إحدى عظات يسوع: طوبى للبطن الذي حملك وللثديين الذين أرضعاك.لوقا 27/11] ويروي إنجيل يوحنا أنه كان يزورها بين الفنية والأخرى ويقيم عندها عددًا من الأيام، غير أن الحدث الأبرز الذي تظهر به في حياة يسوع العلنية هو في عرس قانا الجليل: فلما نفذت الخمر، قالت أم يسوع له: لم يبق عندهم خمر! فأجابها: ما شأنك بي يا امرأة؟ ساعتي لم تأت بعد؛ فقالت أمه للخدم: افعلوا كل ما يأمركم به.يوحنا 2/2] حسب إنجيل يوحنا فإن يسوع استجابة لطلب أمه فقد أمر أن تملأ الأجران الستة المعدة للتطهير عند اليهود ماءً ثم أمر أن يقدم منها إلى كبير المدعوين، وإذ الماء قد تحول إلى خمر، فاستدعى كبير المدعوين العريس وقال له: الناس جميعًا يقدمون الخمر الجيدة أولًا، وبعد أن يسكر الضيوف يقدمون لهم ما كان دونها جودة، أما أنت فقد أبقيت الخمر الجيدة حتى الآن.يوحنا 10/2] ويصف إنجيل يوحنا هذه المعجزة التي تمت بناءً على طلب مريم: بالآية الأولى التي أجراها يسوع في قانا الجليل.يوحنا 11/2]
الحدث الثاني الذي تظهر فيه العذراء حسب الأناجيل هو عند صليب يسوع، وقد انفرد إنجيل يوحنا بذكرها، وعمومًا فإن المسيحية تذكر أربع نساء هنّ: مريم العذراء وسالومة ومريم المجدلية ومريم امرأة قلوبا بأنهنّ النساء اللواتي وفقنّ عند صليب يسوع: فلما رأى يسوع أمه والتلميذ الذي كان يسوع يحبه واقفًا بالقرب منها، قال لأمه: أيتها المرأة هذا هو ابنك، ثم قال للتلميذ: هذه أمك؛ ومنذ ذلك الحين أخذها التلميذ إلى بيته.يوحنا 26/19]

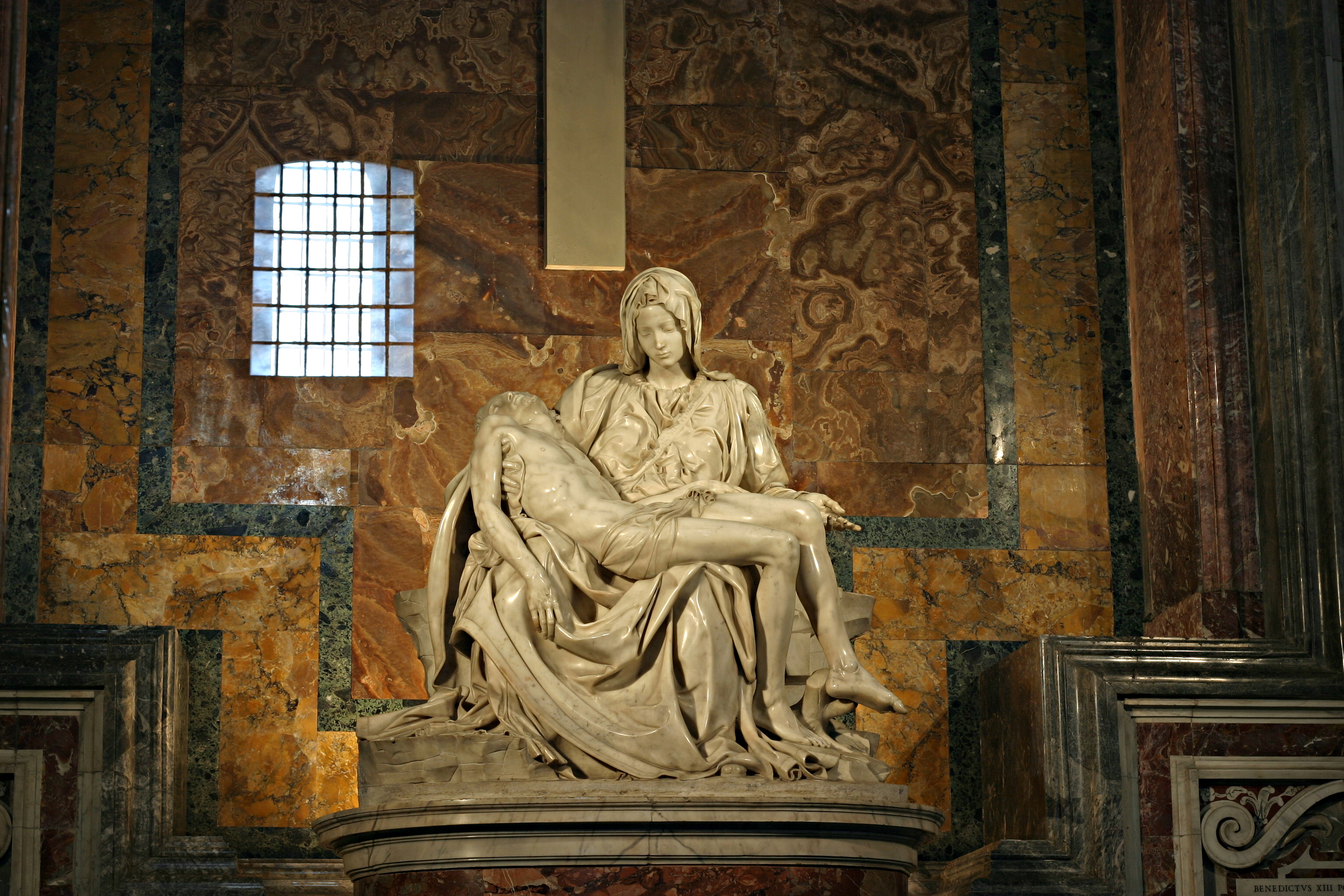
منحوتة لميكيلانجيلو تظهر المرحلة الثالثة عشر من درب الصليب ، يشرف عليها المجلس البابوي لإدارة تراث الكرسي الرسولي.

بحسب التقليد الكنسي فإن التلميذ الذي كان يسوع يحبه هو يوحنا بن زبدي كاتب الإنجيل الرابع نفسه، وقد وجد المفسرون أنه بهذا الحادث تكون العذراء الإنسان الوحيد الذي رافق يسوع من ميلاده وحتى موته وهذا ما يزيد من أهميتها، ويقول القديس يوحنا الذهبي الفم في هذا الخصوص:
| مريم العذراء | حتمًا في هذه اللحظات كان قلب القديسة مريم قد انشغل تمامًا بآلام ابنها، أما هو فآلامه لم تشغله عنها، بل هي ثمرة حبه الشديد لها ولكل البشرية. في بادرة حنان أخيرة نحو أمه أراد أن يَّؤمن لها عناية وعونًا بعد ذهابه، فسلّمها إلى من كان يحبه، والذي يعلم أنه الأقرب إليه من كل تلاميذه. بلا شك كان يوسف النجار قد تنيح منذ سنوات، ولم يعد من يهتم بالقديسة مريم، لذلك سلمها السيد المسيح وهو على الصليب للقديس يوحنا الحبيب بكونها أمه وهو ابنها. | مريم العذراء |

ينقل التقليد الكنسي أن مريم كانت عند دفن يسوع وقد جاء في السنكسار الكاثوليكي الروماني: يا مريم الأم الكلية الحزن، ما أمرّ سيف الوجع الذي ألم بقلبك عند نظرك ابنك يسوع العزيز مائتًا في حضنك. غير أن الأناجيل لا تذكر مريم في القيامة حسب مختلف روايات العهد الجديد غير أن إنجيل مرقس يذكر سالومة،مرقس 1/16] ضمن حاملات الطيب اللواتي زرن قبر يسوع فوجدنه خاليًا، ومن المعروف أن سالومة هي إحدى قريبات مريم.

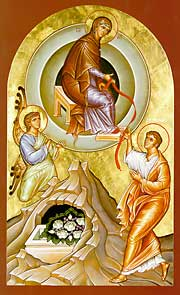
أيقونة بيزنطية تظهر انتقال مريم العذراء، وتعطي زنار ثوبها للقديس توما أحد الاثني عشر، لا يزال حسب التقليد، الزنار محفوظًا في كنيسة سيدة الزنار، حمص، سوريا.

### بعد حياة يسوع العلنية

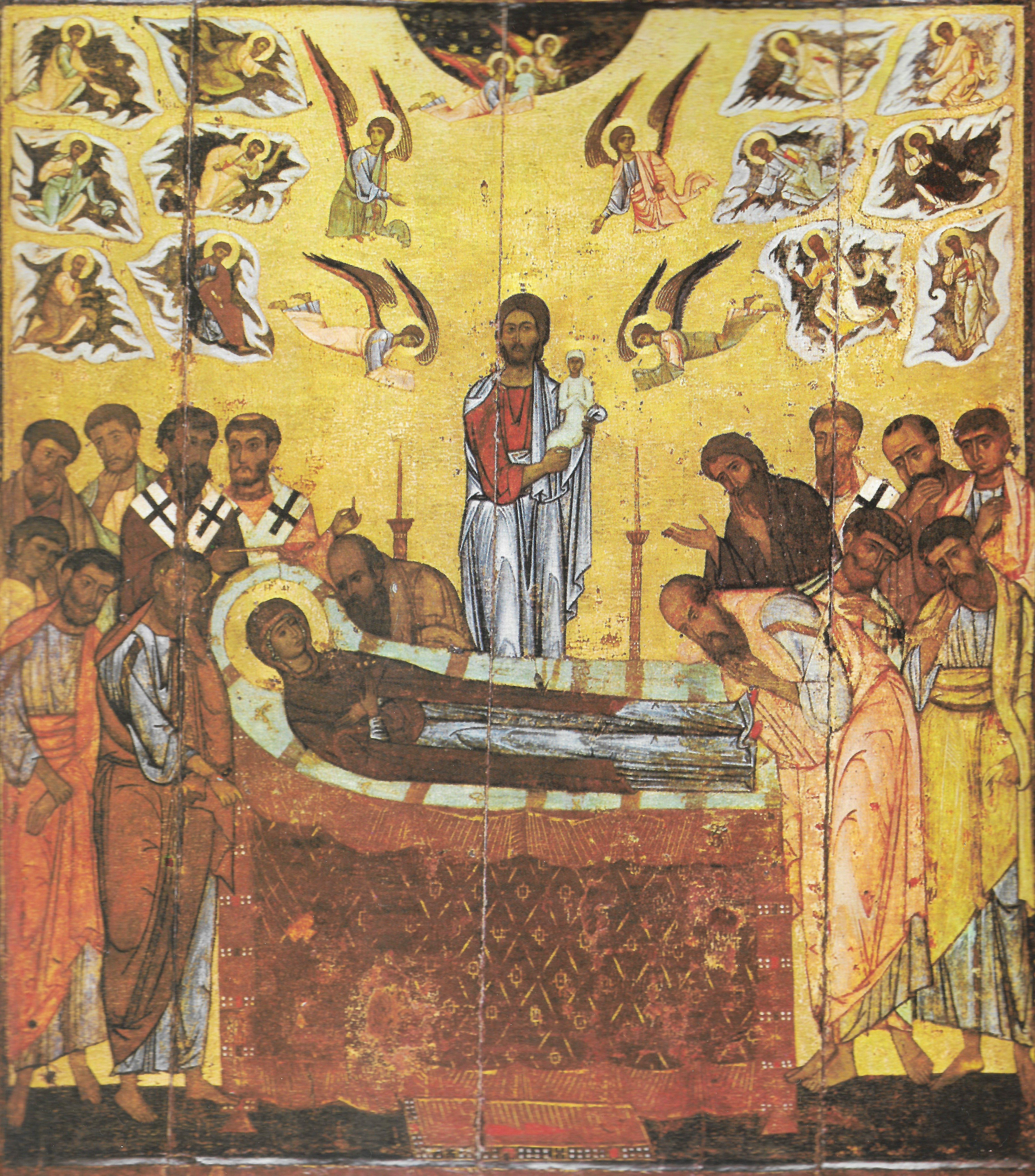
أيقونة رقاد العذراء من القرن 12 في معرض تريتياكوف في روسيا.

تذكر مريم في سفر أعمال الرسل 1/ 12-14 مع الحاضرين في أورشليم من التلاميذ الاثني عشر بعيد صعود يسوع إلى السماء وفق الكتاب المقدس وهي الوحيدة التي ذكرت باسمها؛ ويذكر السفر: أنهم كانوا جميعًا يداومون على الصلاة بقلب واحد.أعمال 14/1] كذلك فقد كانت مريم حاضرة عند اختيار خلف يهوذا الإسخريوطي،(2) وعند حلول الروح القدس، ويعتبر هذا الحدث هامًا إذ إنه وفق المعتقدات المسيحية فهو يمثل ميلاد الكنيسة، وبداية عصر الرسل.
التقليد الكنسي يذكر أن مريم قد انضمت فعلًا إلى بيت يوحنا بن زبدي كما كان يسوع أوصى وهو على الصليب، ويذكر أيضًا أنها سكنت في بيته في أورشليم أحد عشر عامًا، ثم انتقلت وإياه إلى أفسس في آسيا الصغرى، حيث قضت هناك سائر سنواتها، ولا يزال بيت العذراء في أفسس المكان التقليدي الذي عاشت فيه مريم عند انتقالها من فلسطين.
ورغم أن حياتها عمومًا كانت هادئة إذاك غير أن عددًا من الأحداث الهامة أشرفت عليها: لقاؤها بلوقا الذي نقل عنها أخبار الميلاد والطفولة ووضعها في إنجيله، ومساهمتها في إنشاء كنيسة أفسس، وكذلك رسم أولى الأيقونات، وتأسيس كنيسة فيليبي التي كانت أولى الكنائس التي تبنى على اسمها في المسيحية.
عادت مريم إلى أورشليم في سنيها الأخيرة، ومن غير المعروف كيف توفيت أو طريقة وفاتها، هناك بضعة ميامير (قصائد شعبية) تذكر أنها مرضت ومن ثم توفيت، وتجمع الطوائف المسيحية التي تبجل العذراء أنها قد انتقلت من جبل الزيتون بحضور من تبقى حيًا من التلاميذ الاثني عشر إلى السماء مباشرة؛ يأتي هذا الاعتقاد استنادًا إلى عدد من نبوءات العهد القديم، وتختلف الطوائف بتفاصيل الاعتقاد به؛ وبحسب التقليد المسيحي أيضًا فإن الانتقال قد تمّ بعد 13 إلى 15 عامًا من قيامة يسوع وبالتالي يكون قد تمّ بحوالي عام 43، ويسع القول أنها كانت بحدود الستين من عمرها آنذاك.(3)

## العقائد المريمية

### البتولية الدائمة

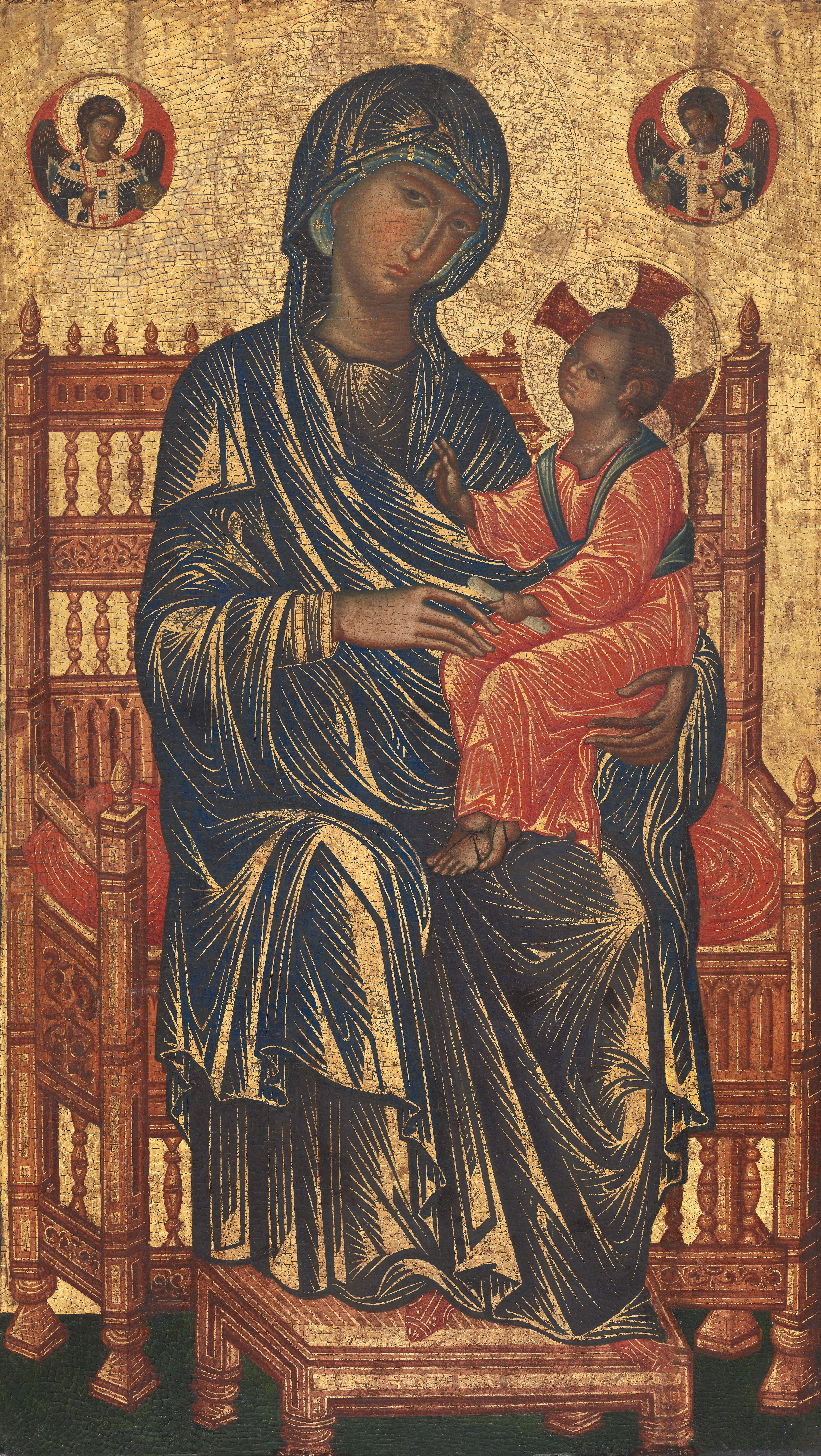
أيقونة “صاحبة الجلالة”، من الفن البيزنطي، وترقى للقرن الثالث عشر.

يعتقد المسيحيون أن مريم قد مكثت بتولًا قبل الميلاد وفي الميلاد وبعد الميلاد، ويعتبر هذا الاعتقاد أحد أركان الإيمان المسيحي لدى الطوائف التي تبجل مريم العذراء وأقدمها، إذ قد ظهر في الكتابات المبكرة منذ القرن الثاني ويمكن رؤية ما يؤيده في الأناجيل، وسوى ذلك فعندما دار الجدال حول تفسير متى 1/25: ولكنه لم يعرفها حتى ولدت ابنًا فسماه يسوع. أقر مجمع نيقية عقيدة الدائمة البتولية حسمًا لأي جدال فيها.
غير أن النقاش قد فتح مجددًا في أعقاب الانشقاق البروتستانتي في القرن السابع عشر معتمدين على آية إنجيل متى ذاتها، أما الطوائف التي تقر بعقيدة البتولية الدائمة فهي ترى أن لكلمة “حتى” معاني عديدة قد يدخل بها الزمن القادم أو لا وبالتالي لا يمكن الاعتماد عليها كدليل نهائي (انظر الحاشية للاستزادة)؛(4) خصوصًا أن مريم لم تناد أبدًا بأنها زوجة يوسف على الرغم من أنها الصيغة الشرعية والقانونية، غير أن مؤيدو نظرية عدم البتولية الدائمة للعذراء، يرون أن ما ذهب إليه إنجيل مرقس دليلًا على صحة آرائهم: أليس هذا هو النجار ابن مريم أخا يعقوب ويوسي ويهوذا وسمعان؟ أوليست أخواته تقيم عندنا.مرقس 9/6] بيد أن مؤيدو البتولية الدائمة يشيرون إلى أن كلمة “أخ” في المجتمعات السورية القديمة وكذلك في اللغة العبرية واللغة الآرامية تشمل جميع أبناء العائلة الواحدة لا تنحصر بالأشقاء فقط، وهكذا يدعى لوط أخًا لإبراهيم في سفر التكوين رغم كون إبراهيم عمه، يرى هؤلاء أيضًا ما يؤيد آرائهم، وهو أن اثنين من الأسماء الأربعة المذكورة في آية مرقس السابقة يذكرون في متى 56/27 أنهم أولاد مريم زوجة قلوبا إحدى قريبات مريم، هناك أدلة أخرى تؤيد هذه العقيدة فعندما ضاع يسوع في الهيكل بعمر اثني عشر عامًا لا نجد ذكرًا لإخوته، وخلال نزاعه على الصليب طلب من يوحنا بن زبدي رعاية أمه، وكان من باب أولى أن يعتني بها إخوته، هناك أيضًا عدد من نبوءات العهد القديم الذي وجد آباء الكنيسة أنها تشير إلى بتولية العذراء الدائمة: حزقيال 2/44، نشيد الأناشيد 12/4، أما القديس كيرلس الإسكندري ينحو منحى المقارنة للبرهان عن العقيدة: إن ملاكي القيامة لم يجسرا على الجلوس في المكان الذي وضع فيه الرب في القبر(إشارة إلى إنجيل يوحنا 12/20 حيث يذكر أن ملاكي القيامة جلسا الأول عند الرأس والآخر عند القدمين.) فكيف يجسر إنسان أن يوضع في بطن العذراء.
| فقال لي الرب، هذا الباب يكون مقفلًا، ولا يدخل منه رجل، لأن الرب إله إسرائيل، قد دخل منه، فيكون مغلقًا.                                   |
| —سفر حزقيال 2/44 يعتقد المسيحيون اللذين يؤمنون بالبتولية الدائمة، أن الباب المذكور في النبؤة، هو رحم العذراء حيث مكث المسيح تسعة أشهر. |

كذلك تظهر هذه العقيدة في الأناجيل المنتحلة إذ جاء في إنجيل متى الثاني: ترتيب جديد في الحياة اكتشف بواسطة مريم التي وعدت الله أن تظل عذراء. وفي إنجيل مريم وطفولة المخلص: لن تعرف إنسانًا أبدًا فهي وحدها بدون نظير نقية بلا دنس. علمًا أن مؤسسي البروتستانتية الأوائل أقروا بعقيدة البتولية الدائمة، ولم تظهر عند مارتن لوثر وجان كالفن.
ويظهر الاعتقاد بالبتولية الدائمة أيضًا في الفقه الإسلامي، من خلال كونها مطهرة عن مسيس الرجال.

### الانتقال إلى السماء
عقيدة انتقال العذراء مريم بالنفس والجسد إلى السماء تعتبر أيضًا من أهم العقائد المريمية، وهي بدورها مشتركة بين مختلف الطوائف المسيحية وإن بأشكال مختلفة. أصول هذا الاعتقاد يعود للقرون الأولى ويظهر في كتابات آباء الكنيسة، والأساس الكتابي الغالب لها هو نشيد الأناشيد 2: 10. ويخصص يوم 15 أغسطس لتذكار هذه المناسبة، يسبقه صوم مدته أربعة عشر يومًا؛ غير أن هذه العقيدة لم تبحث في مجمع، وفي الكنيسة الكاثوليكية قام البابا بيوس الثاني عشر بإعلانها عقيدة رسمية في 1 نوفمبر 1950، بعد دراسة لاهوتية استمرت أربع سنوات،

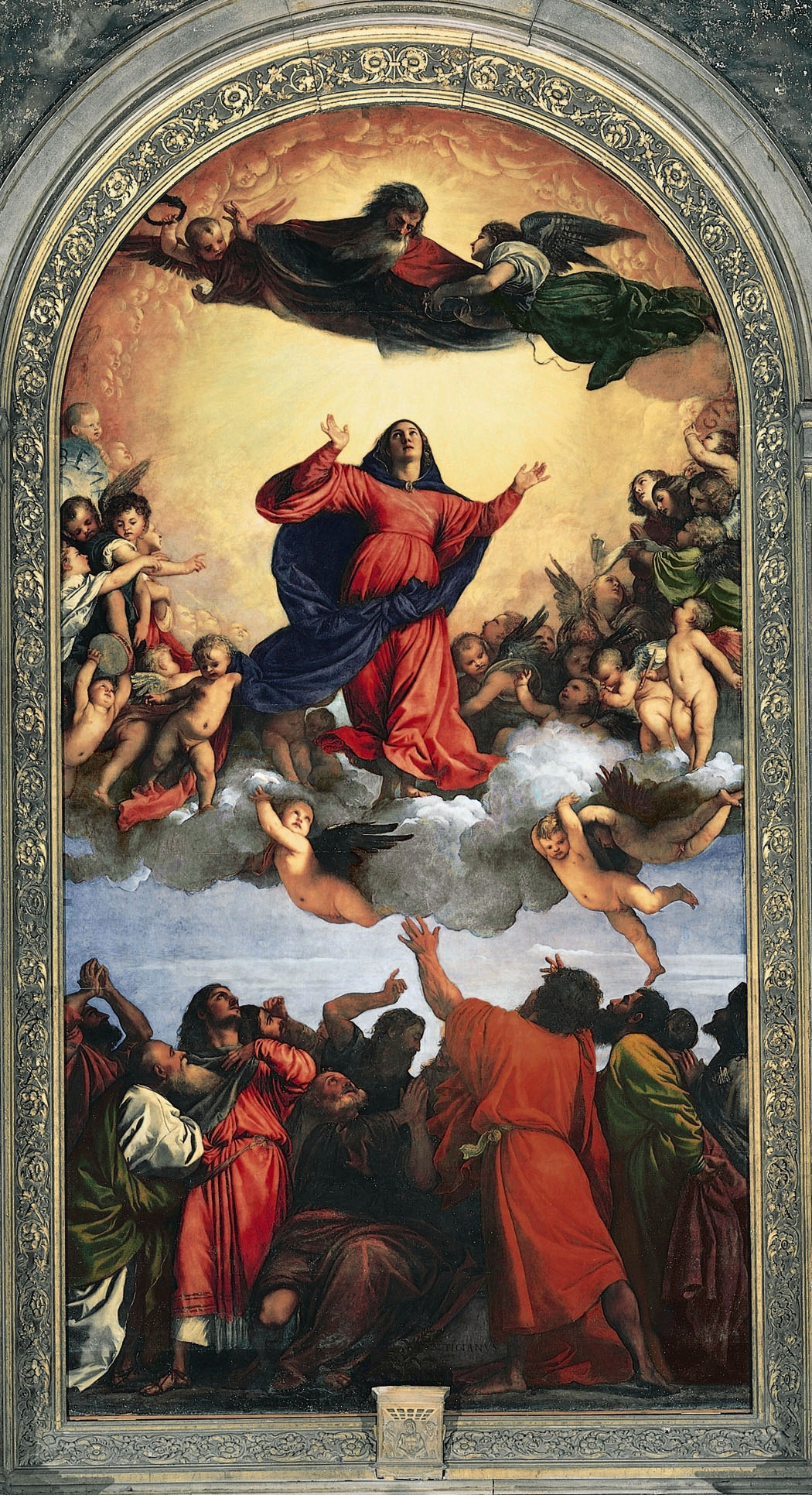
تيتيان استغرق عامين (1516-1518) لإنجاز جدارية انتقال مريم العذراء، المكونة من ثلاثة مستويات، وقد تكون أشهر الأيقونات المصورة للحدث.

يأتي هذا الاعتقاد في الكنيسة الكاثوليكية متوافقًا مع الرؤية المسيحية لدواعي الموت، فالإنسان يموت بسبب الخطيئة المتوارثة منذ آدم، وبصفة أن العذراء لم ترث هذه الخطيئة الأصلية فهي بالتالي لا داعي لموتها. الكنائس الأرثوذكسية الشرقية والأرثوذكسية المشرقية وبعض الكنائس الكاثوليكية الشرقية يرون أن الانتقال قد تمّ بعد فترة قصيرة من وفاتها، فعندما توفيت حسب التقليد الشرقي في بستان الزيتون، وشهد الحدث من بقي حيًا من التلاميذ الاثني عشر، بعث جسدها بعد ثلاث أيام من جديد حيًا وانتقلت نفسها وجسدها إلى السماء، البعض من هذه الكنائس يرى أن جسدها انتقل إلى السماء من دون أن يبعث حيًا؛ تتعدد تفاصيل الروايات الأخرى باختلاف الأصول: فهي قدمت تذكارًا لتوما أحد التلاميذ الإثني عشر ممثلًا بحزام ثوبها، وبحسب القديس كيرلس الأورشليمي فإنها قد نقلت من بستان الزيتون إلى القدس ودفنت هناك، وتعتقد الكنيسة القبطية الأرثوذكسية أن الانتقال قد تمّ بعد عدة أشهر من وفاتها وليس بعد فترة وجيزة، أما الكنيسة الأنجليكانية فهي ذات موقف مختلف، فهي ترى أن الإنسان يفنى بعد موته حتى يوم القيامة والعذراء هي وحدها من لم تمت روحها، أي انتقلت روحيًا لا جسديًا.
تلتقي عقيدة انتقال العذراء بمختلف أشكالها مع النظرة المسيحية بكونها أولى المخلَّصين، كذلك تعتبر هذه المناسبة عطلة رسمية في عدد كبير من دول العالم.

### سلطانة السماء والأرض

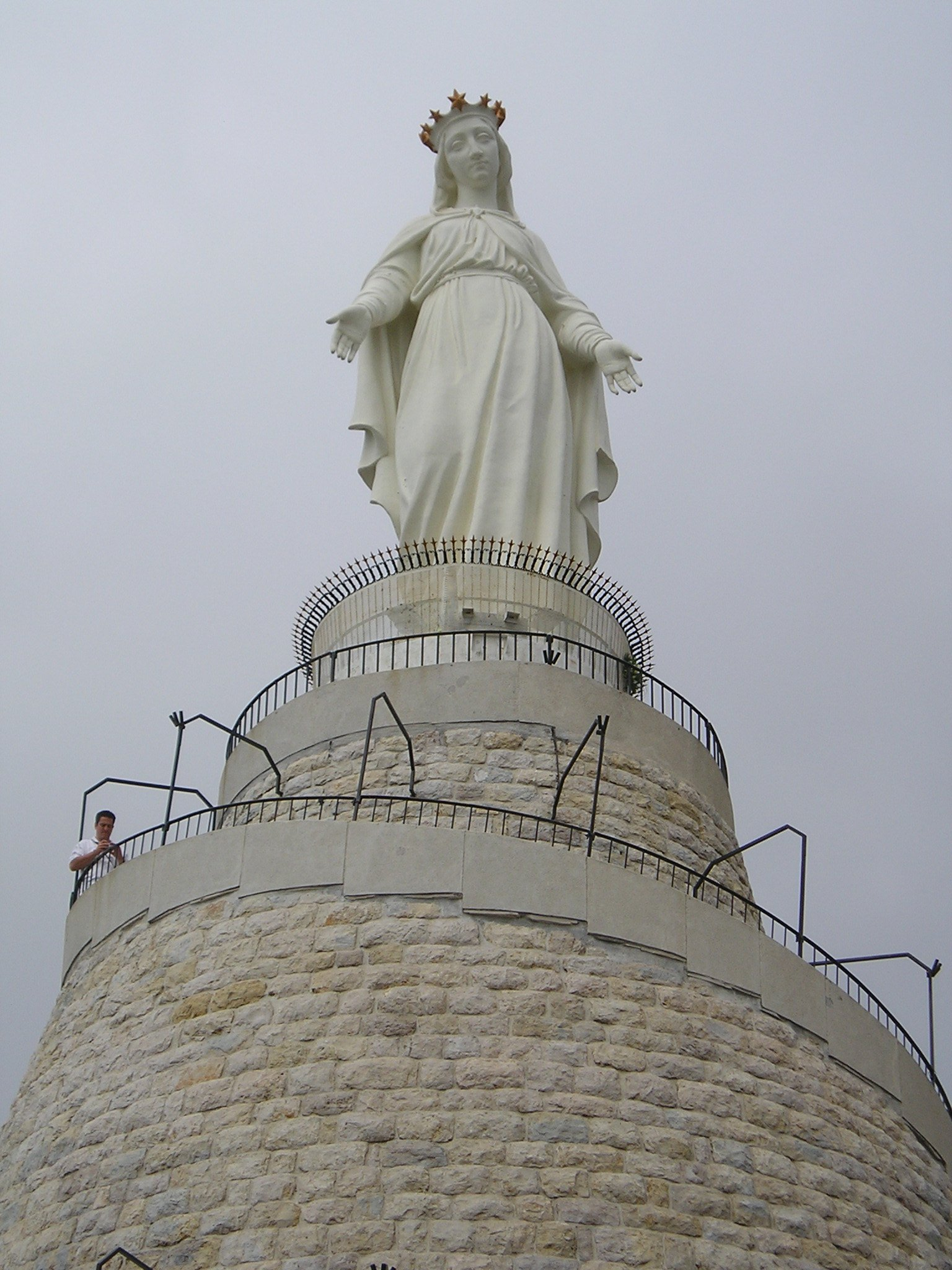
نصب سيدة لبنان حريصا، افتتح في 4 مايو 1908.

على الرغم من اختلاف المعتقدات المسيحية بكيفية انتقال العذراء إلى الملكوت، فإنها تجمع أنها قد باتت ملكة مكرمة فيها، ويشير البعض سفر المزامير: «جعلت الملكة عن يمينك بذهب وفير»،مزمور 9/45] بوصفها نوع من النبؤة، أما الأساس الكتابي هو ما ورد في سفر الرؤيا: «امرأة لابسة الشمس والقمر تحت قدميها وعلى رأسها تاج من اثني عشر نجمًا».رؤيا 1/12] ولذلك تلقب مريم العذراء باسم ملكة السماء.
ويرتبط مفهوم سلطانة السماء والأرض بمفهوم الشفاعة «الصلاة للذين هم على الأرض». ويتضح دورها كشفيعة في العهد الجديد من خلال دورها في عرس قانا الجليل، حيث لعبت المحرك الأساس لاجتراح المعجزة. كذلك يتضح دورها كشفيعة في الظهورات المريمية اللاحقة التي يؤمن المسيحيون بصحة وقوعها، غير أنّ مفهوم شفاعة العذراء هي شفاعة عامة وليست شفاعة المسيح الكفارية(5)؛ وقد طوبت مريم كسلطانة للسماء والأرض مرات عديدة منذ آباء الكنيسة حتى أعاد البابا بيوس الثاني عشر في 1 ديسمبر 1942: «تكريس العالم أجمع لقلب مريم؛ وأعلن بأن تكريس العالم لقلب مريم الأقدس يعني تكريس العالم لمحبة مريم العذراء».
هناك أيضًا التكريس المحلي عندما تكرّس بلد أو منطقة ما للعذراء بغرض نيل شفاعتها في المعتقدات المسيحية، كتكريس بلجيكا، وتكريس المكسيك، وتكريس لبنان على يد البطريرك إلياس حويك. تضيف الكنيسة الكاثوليكية بأن مريم هي سلطانة المطهر، كما أعلن البابا بيوس الحادي عشر سنة 1930.

### ثيوتوكس: والدة الإله
| نعظمك يا أم النور الحقيقي، ونمجدك أيتها العذراء القديسة، يا والدة الإله، يا ثيوتوكوس، لأنك ولدت مخلص العالم، فأتى وخلص نفوسنا. |
| —قانون إيمان مجمع أفسس 431. |

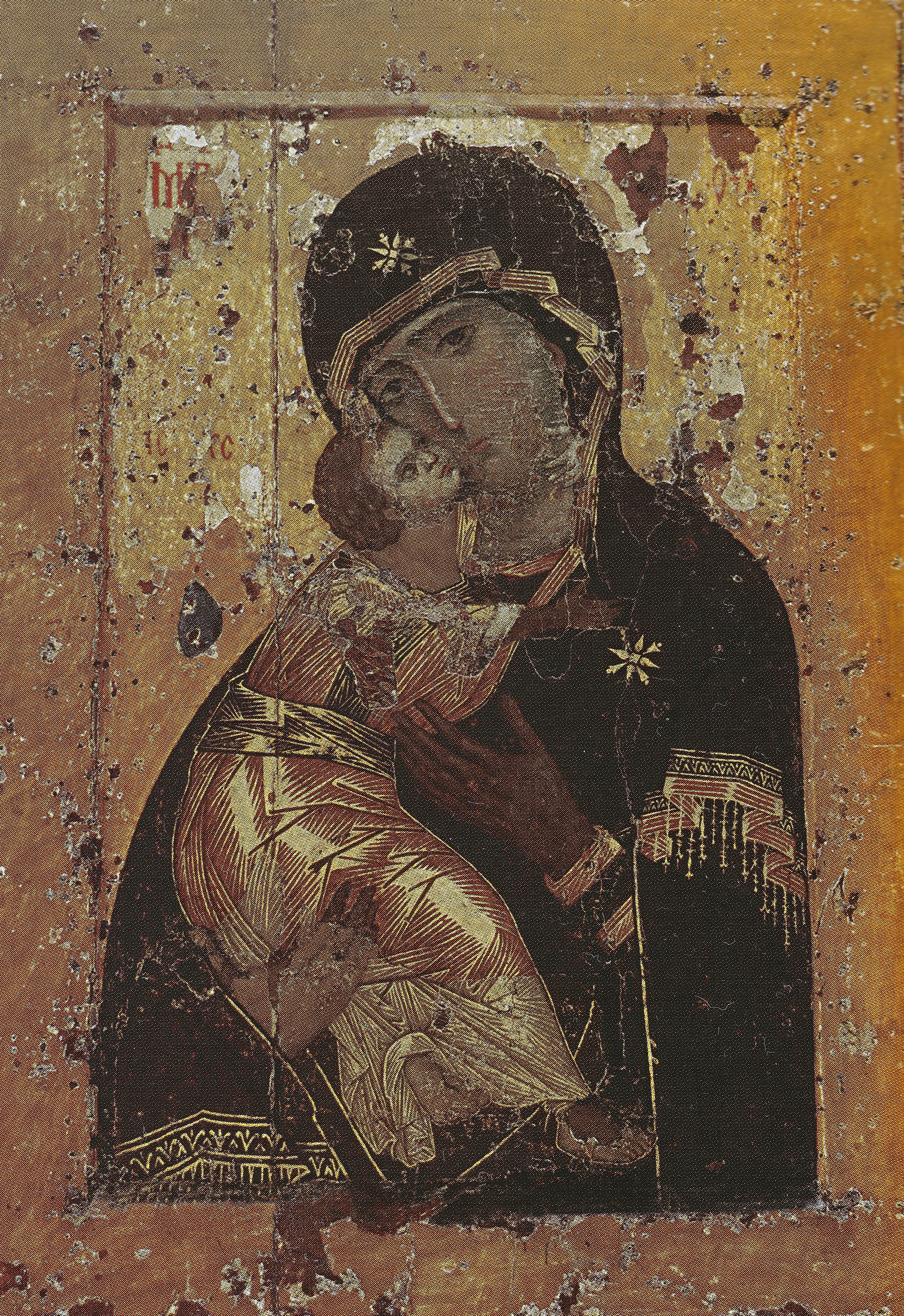
أيقونة ثيوتوكس فلاديمير أي والدة الإله سيدة فلاديمير.

لا يمكن اعتبار رفض نسطور بطريرك القسطنطينية تسمية مريم والدة الله، مرتبطًا بها بشكل مباشر، بل إن نسطور وكذلك الكنائس التي لا تزال تتبع عقيدته وهي كنيسة المشرق الآشورية وكنيسة المشرق القديمة يقرون مبدأ تبجيل العذراء وإكرامها؛ غير أن الخلاف الناشئ حول اللقب يأت من الخلاف حول يسوع نفسه؛ آمن نسطور كسائر المسيحيين بالثالوث الأقدس لكنه رفض اعتبار الابن ثاني الأقانيم الإلهية حسب المعتقدات المسيحية هو يسوع، بل ظهر الابن أو تجلى في يسوع وقت العماد، وبناءً على نظرته نحو يسوع وجد نسطور أن لقب “والدة الله” يعتبر هرطوقيًا وأنه يجب استبداله بلقب “والدة المسيح”.
عندما أدان مجمع أفسس عام 431 العقيدة النسطورية أقر رسميًا استعمال لفظ «ثيوتوكوس» (باليونانية: Θεοτόκος) للإشارة إلى مريم العذراء، تترجم في اللغة العربية غالبًا بوالدة الله أو أم الله أو والدة الإله، وتعني حرفيًا في اللغة اليونانية مانحة الإله. أضاف المجمع أيضًا القسم الأخير من السلام الملائكي الصلاة الأشهر للعذراء في المسيحية، وهو: يا قديسة مريم، يا والدة الله، صلّي لأجلنا نحن الخطأة الآن وفي ساعة موتنا. آمين. كإقرار من آباء الكنيسة بمصطلح والدة الله وبعقيدة شفاعة العذراء.
لا يشير المصطلح في العقيدة المسيحية إلى أن العذراء ذات طبيعة إلهية أو أنها إله لكونها قد أنجبت الإله، بل يشير أنها حبلت وأنجبت بيسوع الذي هو وفق المعتقدات المسيحية إله منذ الأزل، ولكونها قد حبلت بالإله تستحق أن تنادى والدة الله، وقد دعيت به صراحة في لوقا 46/1 وورد أيضًا في مجمع الإسكندرية المحلي الذي انعقد عام 320 لإدانة الآريوسية.

## العقائد المريمية الكاثوليكية

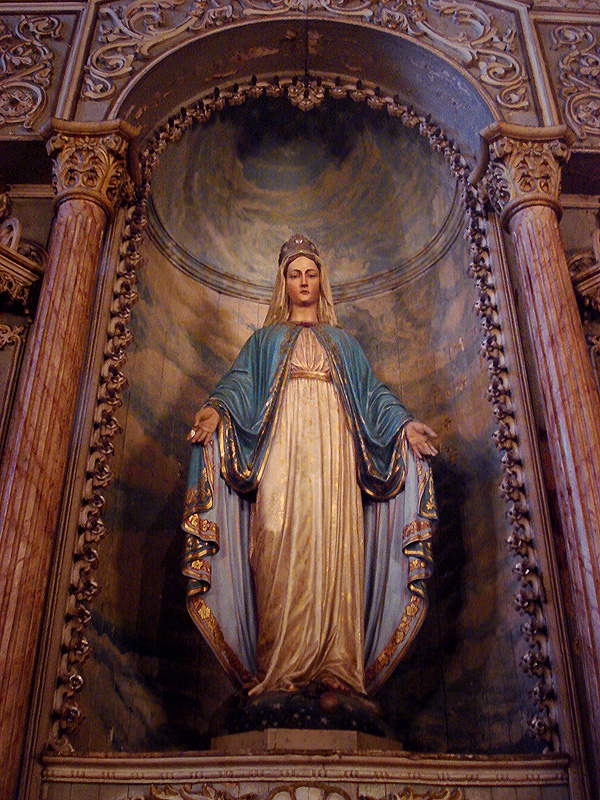
تمثال سيدة الحبل بلا دنس في كاتدرائية بورتو أليغري، البرازيل وهو يعود للقرن التاسع عشر.

تضيف الكنيسة الكاثوليكية خصوصًا عددًا من العقائد الأخرى لمريم إلى جانب العقائد العامة، فهي «شريكة في الفداء» من خلال موافقتها على الحمل بيسوع عندما طلب منها الملاك جبرائيل ذلك في البشارة، إلى الجانب تفسير لوقا 2: 34-35 بما يوافق كونها شريكة في الفداء؛ وهي «لاهوت الكنيسة» أي الحاضرة مع الجميع المراحل الهامة في الحياة الكنيسة منذ تأسيسها إلى الآن، وهي أيضًا «أيقونة الروح القدس»، لأنها الوحيدة التي حبلت من الروح القدس وليس من ذكر؛ بيد أن أشهر العقائد الكاثوليكية تجاه مريم هما الحبل بلا دنس والوردية المقدسة.

### سيدة الحبل بلا دنس
تنص عقيدة الحبل بلا دنس، التي أقرها البابا بيوس التاسع عام 1854 أن العذراء مريم قد ولدت من دون أن ترث الخطيئة الأصلية، التي يرثها الجنس البشري، وذلك ليس بطاقاتها الذاتية بل باستحقاقات ابنها يسوع المسيح، إنما بنوع فريد قبل تبشيره وصلبه، وذلك منذ اللحظة الأولى التي تشكلت بها في بطن أمها؛ والهدف من العقيدة هو تبرئة العذراء من أي علاقة بالخطيئة؛ أي أنها طاهرة تمامًا ليس لها خطية أصلية أو شخصية منذ اللحظة الأولى التي حبل بها وحتى وجودها كإنسان، نظرًا للمكانة التي ستحتلها مريم، فعصمتها كاملة.
ترى الكنيسة الكاثوليكية أيضًا عدة شواهد من الكتاب المقدس تؤيد العقيدة مثل نشيد الأناشيد 7/4، يعتقد المسيحيون أن النبؤة السابقة تتعلق بمريم وبصفة أن لا عيب فيها، فمن ضمن العيوب الخطيئة الأصلية؛ وكذلك وصفها بالممتلئة نعمة في لوقا 28/1 فالامتلاء من النعم يشمل التخلص من الخطيئة الأصلية. هناك عدد آخر من الشواهد يرتكز على سفر حكمة يشوع ابن سيراخ وغيره من أسفار العهد القديم. إضافة إلى كتابات آباء الكنيسة الأوائل.
وفي حين رفضت الكنائس الأرثوذكسية المشرقية هذه العقيدة، فإنّ الأرثوذكسية الشرقية رفضت التشريع البابوي بوصف الحبل بلا دنس جزء من الإيمان ولا تحتاج لتحديد عقيدي خاص، أما مصلحو البروتستانتية ومنهم مارتن لوثر فقد قبل بالحبل بلا دنس وعصمة مريم، غير أن سائر البروتستانت فيرون أن العقيدة تدخل في إطار المهاترات اللاهوتية.

### الوردية المقدسة

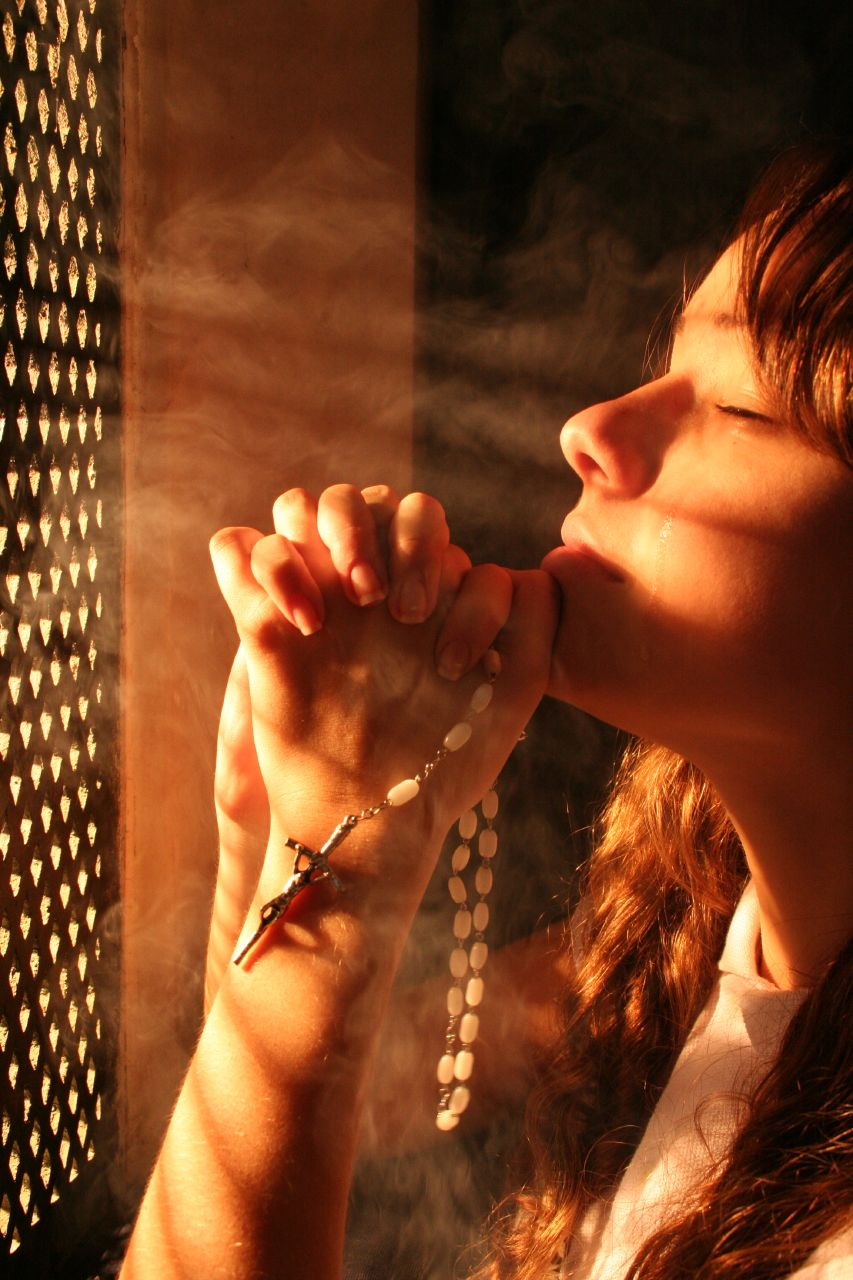
فتاة تصلي المسبحة الوردية.

المسبحة الوردية المقدسة هي صلاة مريمية في الكنيسة الكاثوليكية تمثل «مختصر الإنجيل»، متألفة من خمسة عشر بيتًا يتأمل خمس منها في الفرح والحزن والمجد، وقد أضاف يوحنا بولس الثاني خمسة أسرار جديدة تتأمل في النور.
أصل المسبحة الوردية يعود للقرون الوسطى، حين استعاض الرهبان عن تلاوة مزامير داوود بتلاوة سلام ملائكي، ويعود للقديس دومنيك القسمة إلى خمسة عشر بيتًا، ثم ساهمت الرهبنة الدومينكانية التي أسسها في نشر هذه الصلاة، ثم اختصرت إلى الثلث أي خمسة أسرار موزعة حسب أيام الأسبوع والسنة الطقسية.
أما عن أصل التسمية فالوردية اشتهرت قبل القديس دومنيك باسم المزامير المريمية، ولاحقًا دعيت باسم الوردية لأنها تعاليم الكنيسة الكاثوليكية أشبه بالورود المقدمة. اهتم البابوات المتعاقبون بالوردية فخصص لها بيوس الخامس عيدًا في 7 أكتوبر، وأضاف غريغوري الثالث عشر إلى ألقاب العذراء لقب “سلطانة الوردية المقدسة” سنة 1573، ثم خصص إينوسنت الحادي عشر عام 1683 شهر أكتوبر برمته لمريم سلطانة الوردية، أما ليون الثالث عشر فقد أصدر اثني عشر إرشادًا رسوليًا(7) خلال حبريته للإشادة بالوردية ودورها، وكذلك فعل البابا بيوس التاسع وبيوس الحادي عشر وبولس السادس وأخيرًا الإرشاد الرسولي الذي أصدره يوحنا بولس الثاني عام 2002 حول المسبحة الوردية. تعتقد الكنيسة الكاثوليكية أيضًا أن العذراء في ظهوراتها قد طلبت تلاوة الوردية بكثرة، كما حصل في ظهور لورد وظهور فاطمة وظهور سان دميانو.

## إكرام مريم العذراء

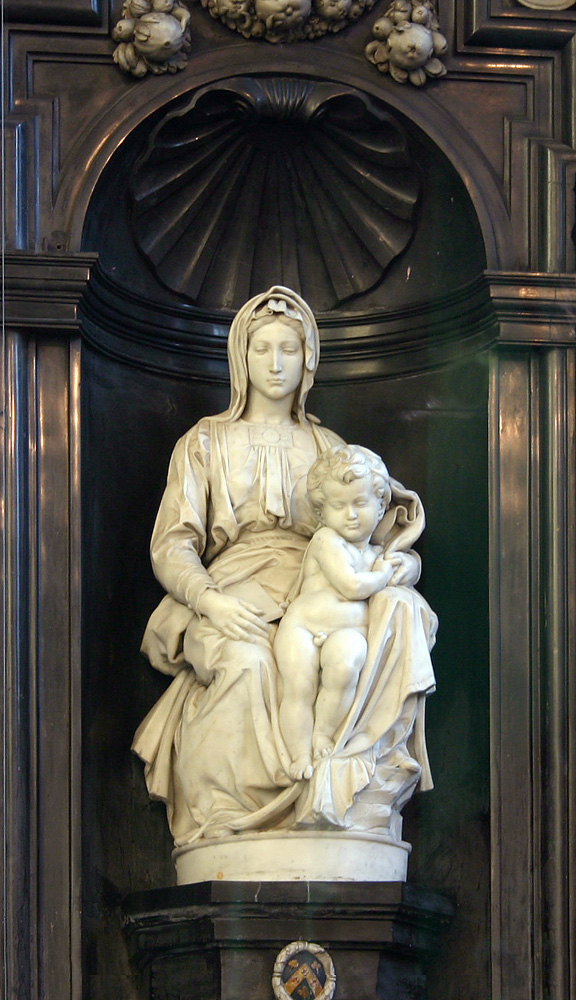
السيدة والطفل، منحوتة لميكيلانجيلو تظهر مريم العذراء ويسوع طفلًا، وهو العمل الفني الوحيد لميكيلانجيلو الموجود خارج إيطاليا في بروج، بلجيكا.

إكرام العذراء مريم وتطويبها،(6) يعود للقرون الأولى للمسيحية ويرى المسيحيون جذوره من العهد الجديد: فالملاك جبرائيل قال لها: طوبى للتي آمنت.لوقا 45/1] وخلال حياة يسوع قيل له: طوبى للبطن الذي حملك والثديان الذين أرضعاك.لوقا 27/11] ومريم لفتت النظر إلى ذلك في نشيد مريم: ها إن جميع الأجيال تطوبني.لوقا 48/1]
كذلك يظهر في كتابات آباء الكنيسة المختلفة، يقول القديس برنردوس: إن مريم هي كوكب سني نيّر مرتفع فوق هذا البحر العظيم الواسع الأطراف، ساطع بالاستحقاقات مشرق بالأمثلة. أما القديس بوناونتورا يقول: معظمة أنت يا سيدة وممجدة في مدينة الإله وبيعة مختاريه بأسرها ومراحمك وإنعاماتك شائعة في كل مكان. أما القديس أفرام السرياني فقد نظم في القرن الرابع عددًا من الأناشيد التي تعرف اليوم باسم الأفراميات في مدح مريم: نهديك السلام يا من أصبحت أم المختار، قبل كون الشمس وهي بتول فخر الأبكار. ويسود الاعتقاد في الكنيسة الكاثوليكية بأنها متميزة باثني عشر صفة عن غيرها من الخليقة، أما الكنيسة القبطية الأرثوذكسية فترى أن مريم قد حققت عشر مستحيلات في حياتها، يعجز أن مخلوق آخر عن تحقيقها.
كذلك فقد عبر العديد من المؤرخين والباحثين غير الدينيين عن إعجابهم وإشادتهم بها، يقول ويل ديورانت مؤلف قصة الحضارة: وتأتي شخصية مريم في القصة بعد شخصية ولدها في الروعة والتأثير؛ فهي تربيه وتحمله وتتحمل مسرات الأمومة المؤلمة، وتفخر بعمله في أيام شبابه وتدهش فيما بعد من تعاليمه ومطالبه، وشاهدته وهو يصلب وعجزت عن إنقاذه ثم تلقت جسده بين ذراعيها. فإن لم يكن هذا تأريخًا فهو الأدب السامي، لأن صلات الآباء والأبناء تؤلف أحداثًا أعمق مما تؤلف رابطة الحب الجنسي.
تكريم العذراء في المسيحية واضح من خلال ذكرها الدائم في جميع الطقوس المسيحية وعلى رأسها القداس الإلهي وفي الصلوات اليومية، إلى جانب رسم الأيقونات ونحت التماثيل التي تمثلها والتي توضع في جميع الكنائس وفي بيوت عدد كبير من المسيحيين، وقد مرّ فن رسم العذاء في الأيقونات بمراحل عديدة إذ قد بدأ برسمها مستقيمة الظهر وجادة الملامح فقد أسقط الفنّانون مشاهد العظمة والأبّهة الّتي كانوا يرونها في البلاط على مريم، للتعبير عمّا يكنّونه لها من إجلال واحترام في الفن البيزنطي. ثم أخذ يكتسب طابعًا بشريًا خصوصًا في مرحلة عصر النهضة التي شكلت مريم العذراء أبرز المواضيع التي تطرق إليها فنانيها. ويرى بعض المسيحيين أن عددًا من هذه الأيقونات ذات صفة عجائبية كأيقونة المعونة الدائمة وأيقونة مريم المتضرعة.

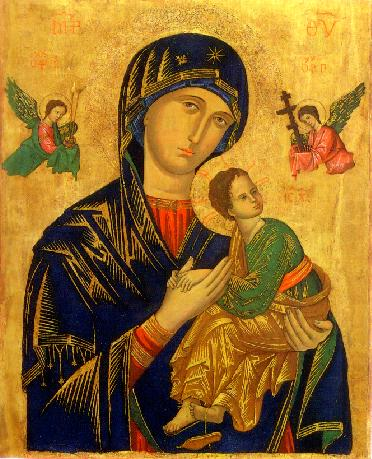
أيقونة سيدة المعونة الدائمة، يعتقد بعض المسيحيين أنها عجائبية، وهي تعود للقرن الثالث عشر والنسخة الأصلية منها محفوظة اليوم في روما.

كذلك فقد أفردت الكنيسة للعذراء عددًا كبيرًا من الأعياد والتذكارات في السنة الطقسية، بعضها يعتبر عامًا لدى مختلف الكنائس وبعضها الآخر يعتبر منحصرًا بطائفة معينة أو منطقة أو بلد معين. وتعرف أشهر الأعياد المريمية باسم الأعياد المريمية السبع الكبرى. إلى جانب ذلك تنتشر المزارات والكنائس المشادة على اسمها في جميع أنحاء العالم، ويسمي عدد كبر من المسيحيين أولادهم باسم مريم أو أحد مشتقات هذا الاسم تكريمًا لها وتوقيرًا لمنزلتها. ويرى البعض الآخر أن لمريم دورًا هامًا في تأسيس الرهبنة وقد تسمت العديد من الرهبنات والمؤسسات الكنسية على اسمها كالرهبنة المريمية المارونية وجمعية جنود مريم وجمعية عائلات مريم،
يضيف المسيحيون إلى العذراء عددًا كبيرًا من الألقاب فهي أم النور وأم النعمة الإلهية وعذراء العذراى والطاهرة والعفيفة والأمينة ومرآة العدل، الطائفة الثانية من الألقاب يرتبط بمفاهيم لاهوتية أو قادمة كرموز في العهد القديم؛ أما الطائفة الثالثة تأتي لطلب المعونة منها. نظمت أيضًا في المراحل الطويلة للتاريخ المسيحي عدد كبير من القصائد والترانيم الدينية التي تمدح وتشيد بالعذراء ودورها. ويعتقد المسيحيون أن إكرام العذراء هو إكرام ليسوع نفسه، فعند وصفها بأم النور إنما يشير المصطلح أيضًا إلى كون يسوع نور العالم.
في الكنيسة الكاثوليكية تجمع أغلب الألقاب المريمية في طلبة يطلق عليها اسم طلبة العذراء المجيدة المباركة ويبلغ عدد الألقاب المسبغة مائة وخمسين لقبًا، كذلك تخصص الكنيسة الكاثوليكية شهري مايو وأكتوبر للعذراء مريم حيث تتواصل الصلوات الخاصة بها.
غير أن الإكرام بكل أشكاله يختلف عن العبادة، كما يوضح المجمع الفاتيكاني الثاني:
| مريم العذراء | وإن هذا الإكرام كما وجد دومًا في الكنيسة يحمل سمة فريدة جدًا، فإنه يختلف اختلافًا جوهريًا عن السجود الذي يؤدى بالتساوي للكلمة المتجسد والآب والروح القدس. والأشكال التقوية المختلفة نحو أم الله قد وافقت عليها الكنيسة ضمن حدود تعليم صحيح ومستقيم مراعية ظروف الزمان والمكان وميول الشعوب المؤمنة ومناقبهم. ومن خلالها يعرف الشعب بحق ويحب ويمجد ويحفظ وصاياه عن طريق إكرام أمه. | مريم العذراء |

## الظهورات المريمية
تؤمن أغلب الطوائف المسيحية، بأن مريم العذراء تظهر على الأرض بهدف إيصال رسالة إلهية معينة، وترى الكنيسة الكاثوليكية أن تكاثر الظهورات المريمية دليل على اقتراب يوم القيامة، وتمر عملية تثبيت الظهورات وتثبيتها بشكل رسمي بمراحل عديدة: إن أي تقرير حول أي ظهور أو أمر غير طبيعي يجب أن يحظى أولًا بمصادقة الأسقف المحلي الذي يبني قراره على تقييم تقدمه لجنة يعينها لتقوم بدراسة دقيقة لتتأكد أن الحدث لا يحمل شيئًا معاكسًا للإيمان أو الأخلاق وبأنه موحى به أو فوق الطبيعي وبالتالي مستحق أن يجتذب إكرام المؤمنين. عمل اللجنة يقوم على أسس علمية مثل إخضاع مَن يتلقى الرؤيا لفحوص نفسية، وفي حال حدوث أي أمر في الطبيعة كظهور نجوم أو تحرك الشمس. تُخضع اللجنة كل هذه الأمور للبحث العلمي مرتكزة على علوم الفيزياء والفلك والرياضيات وغيرها.
يلي ذلك رفع القضية إلى الكرسي الرسولي في الفاتيكان الذي ينظر بالقضية مجددًا ليثبتها بشكل رسمي، في الكنيسة الكاثوليكية في حين تختصّ المجامع المقدسة لدى سائر الطوائف بالتصديق على الأمر، على أن التشكيك عادة يرافق أي ظهور أو حدث عجائبي. والظهورات المريمية ليست بالأمر الحديث في المسيحية إذ إنّ عددًا كبيرًا من الظهورات المثبتة تعود لفترة القرون الوسطى وما سبقها.
|               | |                   |                                                         |                                         |                      | |  |
| أيقونة الظهور | اسم الظهور | مكان الظهور       | زمان الظهور                                             | الرؤاة(8)                               | موقع كنيسة الظهورات  | رسالة الظهور |  |
|               | سيدة الوردية | تولوز، فرنسا      | 1213                                                    | القديس عبد الأحد. (القديس دومينيك).     | rosary-center.org    | تطوير صلاة المسبحة الوردية، والتأكيد على أهميتها في تذليل صعوبات الحياة اليومية ومرضاة الله وفق المعتقدات الكاثوليكية؛ يعترف بهذا الظهور في الكنيسة الكاثوليكية فقط. |  |
|               | سيدة غوادالوبي، راعية الأمريكيتين (صدّق رئيس أساقفة المكسيك على الظهور عام 1555)                                   | غوادلوبي، المكسيك | 1531 ثلاث مرات بين 9 ديسمبر و12 ديسمبر.                 | خوان دييغو.                             | virgendeguadalupe.mx | الدعوة لبناء الكنائس في المكسيك والتأكيد على أهمية العمل التبشري؛ حسب المعتقدات الكاثوليكية فإن سيدة غوادالوبي اجترحت عددًا كبيرًا من العجائب لا تزال حتى اليوم؛ يزور مقام سيدة غوادالوبي سنويًا أكثر من عشرة ملايين زائر وبالتالي الكنيسة الكاثوليكية الثانية بعد كاتدرائية القديس بطرس في الفاتيكان من حيث عدد الزوار سنويًا؛ عيد سيدة غوادالوبي يقع في 12 ديسمبر سنويًا وقد أعلنها البابا يوحنا بولس الثاني شفيعة الأمريكيتين. |  |
|               | سيدة لورد، سيدة الحبل بلا دنس (صدّق الكرسي الرسولي على الظهور في 18 يناير 1862)                                    | لورد، فرنسا       | 1858 ظهرت العذراء ثمان عشر مرة بين 11 فبراير و18 يوليو. | القديسة بيرناديت سيبروس.                | lourdes-france.com   | ظهرت العذراء وفق المعتقدات الكاثوليكية ثماني عشر مرة سنة 1858 لبرناديت سوبيرو عندما كانت في الرابعة عشر من عمرها؛ الظهور يعتبر شديد الأهمية في العصور الحديثة إذ قالت فيه العذراء: أنا سيدة الحبل بلا دنس، تثبيتًا منها للعقيدة الكاثوليكية التي أعلنها البابا بيوس التاسع سنة 1854 بكون العذراء قد حبل بها بلا دنس؛ اجترح في لورد عجائب عديدة لا تزال حتى اليوم وفق المعتقدات الكاثوليكية، أبرزها نبع الماء الذي قدمته العذراء كدليل على ظهورها؛ أما برناديت فقد التحقت برهبنة أخوات المحبة وبقيت كراهبة إلى أن توفيت عام 1866 عن عمر 35 عامًا، وقد أعلنها البابا بيوس الحادي عشر قديسة سنة 1933. ويبلغ عدد زوار محج لورد سنويًا خمسة ملايين نسمة، ولا يعترف بهذا الظهور سوى في الكنيسة الكاثوليكية. |  |
|               | سيدة نوك، ملكة أيرلندا (صدّق الكرسي الرسولي على الظهور عام 1936)                                                   | نوك، أيرلندا      | 1879 مرة واحدة من 21 أغسطس.                             | ماري ماكلوغلين، ماري بيرن.              | knock-shrine.ie      | الحث على المواظبة على حضور القداس الإلهي والصلاة إضافة إلى الدعوة للتوبة؛ حصلت عدد من العجائب وحالات الشفاء إثر هذا الظهور وفقًا للمعتقدات الكاثوليكية؛ وقد كان السبب الرئيس لمبادرة البابا بيوس الثاني عشر بتطويب مريم سلطانة للسماء والأرض. |  |
|               | سيدة فاطمة، مريم المنزهة عن كل عيب (صدّق الكرسي الرسولي على الظهور في أكتوبر 1930 وعلى معجزة الشمس في أكتوبر 1950) | فاطمة، البرتغال   | 1917 ستة مرات بين مايو وأكتوبر في 13 كل شهر.            | لوسيا سانتوس، جاسينتا وفرانسيسكو مارتو. | santuario-fatima.pt  | اعتبر البابا بيوس الحادي عشر الظهور: أعظم حدث روحي جدّ في أيامنا. وقد طلبت العذراء في ظهوراتها حسب المعتقدات الكاثوليكية: ارفعوا إلى الرب بلا انقطاع تضرعات وتضحيات. كفارة عن الخطايا الجمة التي تغيط العزة الإلهية. وألحت أن يتلو الوردية كل يوم. وترافق الظهور بحوادث شفاء عديدة، وكانت العذراء قد وعدت الرؤاة: إن الأشخاص الآخرين ينالون في غضون سنة النعم المبتغاة إذا ما ثابروا على تلاوة الوردية. وخلال الظهور الثالث قدمت للرؤاة ثلاثة أسرار (انظر الحاشية)(9) وخلال الظهور السادس حصلت معجزة الشمس التي عاينها سبعون ألفًا. (انظر الحاشية)(10) |  |
|               | سيدة بانو (صدّق الكرسي الرسولي على الظهور عام 1949)                                                                | بانو، بلجيكا      | 1933 ثمانية ظهورات بين 15 يناير و2 مارس.                | مارييت بيكو.                            | banneux-nd.be        | الحث على الصلاة والدعوة إلى الإيمان؛ وقد جرت عدة حوادث شفاء وفق المعتقدات الكاثوليكية في هذا الظهور وكانت العذراء قد أعلنت: جئت لأخفف المعاناة. تعرف سيدة بونو أيضًا باسم عذراء الفقراء. |  |
|               | سيدة كنيسة الزيتون (صدقت عليه الكنيسة القبطية الأرثوذكسية في 4 مايو 1968).                                        | القاهرة، مصر      | 1968 2 أبريل و3 أبريل.                                  | جمهرة من المواطنين.                     | لا يوجد.             | حصل الظهور على قباب كنيسة السيدة العذراء بالزيتون ويُعترف به في الكنائس الأرثوذكسية المشرقية بنوع خاص في الكنيسة القبطية الأرثوذكسية،(11) وقد صرح البابا كيرلس السادس في أعقابه: هذا الظهور بشير خير، وعلامة من السماء على أن الرب معنا، وأنه سيكون في نصرتنا، ولن يتركنا. وقد ترافق الظهور بحالات شفاء عديدة؛ وعلى عكس أغلب الظهورات حيث تظهر العذراء لأشخاص بعينهم فقد كان هذا الظهور شاملًا بحيث رآه جميع من كان متواجدًا ويشير البعض أن جمال عبد الناصر كان من بين المتواجدين. |  |
|               | سيدة الصوفانية (صّدقت بطريركية الروم الأرثوذكس في 31 ديسمبر 1982 على الظهور.)(11)                                  | دمشق، سوريا       | 1982 إلى 2004 مرة كل عام يوم خميس الأسرار.              | مريم الأخرس.                            | soufanieh.com        | الدعوة إلى وحدة المسيحيين، التأكيد على أهمية التوبة والرجوع إلى الله، إضافة إلى التأكيد على أهمية الصلاة والتكفير عن خطايا الآخرين، وفقًا للمعتقدات المسيحية. أيقونة الظهور المحفوظة اليوم في كاتدرائية الصليب المقدّس في دمشق يعتقد المسيحيون أنها رشحت زيتًا مباركًا تزامنًا مع الظهورات. |  |

## الرموز المريمية في العهد القديم

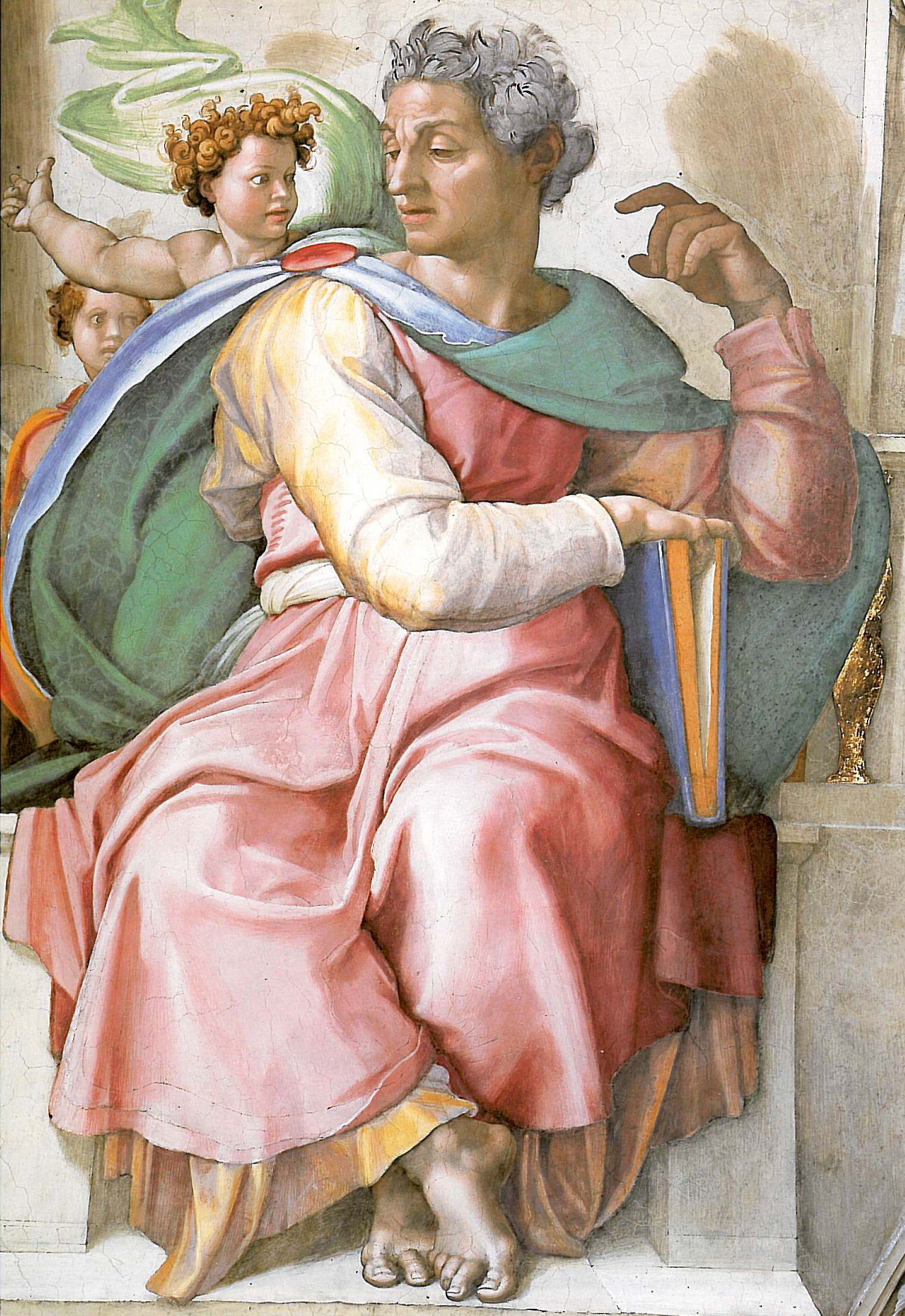
يعتقد المسيحيون أن أشعياء أشار إلى مريم والولادة العذرية ليسوع: ، الجدارية لميكيلانجيلو في كنيسة سيستين، الفاتيكان، 1512 إلى 1518.

يسود الاعتقاد لدى مختلف الطوائف المسيحية التي تبجل مريم، أن العهد القديم من الكتاب المقدس قد أشار إليها بعدة نبؤات وإشارات، إلى جانب النبؤات التي اعتمد عليها في صياغة العقائد المريمية، هناك عدد آخر من الآيات التي تشير إليها: ترنمي وافرحي يا ابنة صهيون، لأني ها آنذا آتي وأسكن في وسطك يقول رب الجنود.زكريا 10/2] فابنة صهيون المذكورة في سفر زكريا هي مريم التي حملت الابن في أحشائها؛ وقد تكون آية سفر أشعياء: ها إن العذراء تحبل وتلد ابنًا.أشعياء 14/7] أشهر نبؤة تشير إليها وتقرأ في جميع الكنائس على اختلافها ضمن احتفالات عيد الميلاد؛ سوى ذلك فقد وجد العديد من آباء الكنيسة واللاهوتيين أن سفر نشيد الأناشيد أشار إلى العذراء بطرق عديدة: من هذه الطالعة من القفر، المستندة على حبيبها.نشيد 5/8] حسب المعتقدات المسيحية فإن القفر يشير إلى الأرض والحبيب هو يسوع وبالتالي تشير الآية السابقة إلى انتقال العذراء إلى السماء؛ هناك العديد من الآيات الأخرى التي اعتمد عليها في برهنة مختلف العقائد المسيحية وفي برهنة وجوب إكرامها في المسيحية: رأتها البنات فطوبنها، الملكات والسراري فمدحنها.نشيد 9/6] ومن سفر الأمثال: بنات كثيرات عملنّ فضلًا أما أنت ففقت عليهنّ جميعًا.أمثال 29/31] وفضل مريم إنجابها المسيح كما وجد آباء الكنيسة؛ ومن المزامير: كلها مجد ابنة الملك في خدرها.مزمور 13/45] وفي سفر الملوك الأول: ووضع كرسيًا لأم الملك فجلست عن يمينه.1ملوك 19/2] وقد استخدمت الآيتان السابقتان للإشارة إلى عقيدة مريم سلطانة السماء والأرض من ناحية، وإلى الإشارة أيضًا إلى الدور الفريد لها في المسيحية فهي أم الملك أي أم الابن، وهي ابنة الملك أي أنها ابنة الآب.
يسود الاعتقاد أيضًا أن عددًا من الأمور الحسية في العهد القديم كانت رمزًا لمريم، فتابوت العهد الذي الله يترائى من خلاله محدثًا أسباط بني إسرائيل هو رمز لمريم التي تجسد المسيح منها؛ وهي أيضًا سلم يعقوب الذي رآه يعقوب في نومه وهو أداة الوصل بين البشرية والله؛ وأرزة لبنان فالأرز لا يصبه الفساد وبني منه أيضًا الهيكل، وعصا هارون وحواء الجديدة وغيرها.
وقد قال عدد كبير من العلماء ان الضهورات المعاصرة غير حقيقية وهي من أجهزة ثلاثية الابعاد ليس أكثر ولا أقل
و اما الضهورات القديمة فلا دليل عليه ولا يوجد دليل عليه

## مريم في البروتستانتية
تشتهر البروتستانتية بتعدد المدارس والأفكار، وبالتالي تعدد وجهة النظر تجاه مريم، هناك الكنيسة اللوثرية ووالكنيسة الأنجليكانية وعموم الكنائس البروتستانتية الأسقفية، تكرم مريم بشكل مشابه لسائر الطوائف المسيحية؛ غير أن عددًا آخر من الطوائف خصوصًا في الولايات المتحدة الإمريكية تختلف وجهة نظرهم عن وجهة النظر التقليدية في المسيحية، فهي ليست ببتول بعد ولادتها يسوع وربما أنجبت أولادًا وتابعت حياتها كسائر النساء بعد ولادته استنادًا إلى تفسير خاص لبعض آيات الكتاب المقدس، ولا وجود لشفاعتها أو تخصيص أعياد أو تذكارات خاصة بها، وغالبًا ما يعطي البروتستانت مثلًا بكونها العلبة التي احتضنت الجوهرة، والتي فقدت أهميتها بعد ما أخذت الجوهرة.
كتابات مؤسسي البروتستانتية الأوائل مدحوا العذراء وكرموها، فدعاها مارتن لوثر ‘أعظم امرأة’ وقال أنه لا يوجد شيء كافي لتكريمها، واعترف بالبتولية الدائمة، أما زونجلي في صرح: لدي احترام هائل لوالدة الله؛ وكلما زاد تكريم وتعظيم يسوع بين البشر كذلك يجب أن يكون لمريم. وكذلك فعل جون كالفن وعدد آخر من القُسس.
يقر البروتستانت أيضًا أن مريم هي “المباركة بين النساء”،لوقا 42/1] ويعتبرونها “خادمة لمشيئة الله”.

## مريم في الإسلام

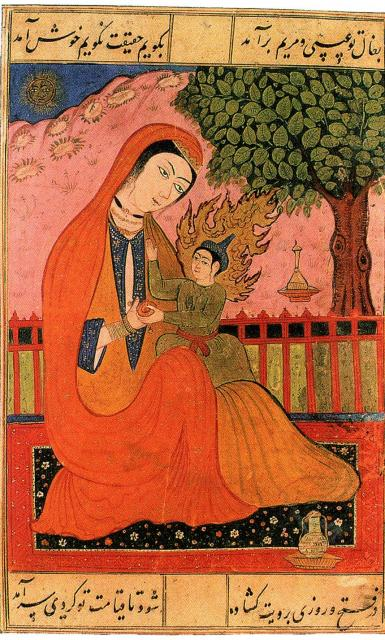
رسم فارسي يُصوّر مريم العذراء والطفل عيسى المسيح جالسًا في حجرها.

مريم في الإسلام هي أم المسيح ولدته دون أن يمسسها بشر، يحترمها المسلمون كثيرًا ويؤمنون بأن المسيح خُلق بكلمة من الله ألقاها إليها، ويذكرها القرآن على أنها صِديقة ومن أشرف نساء العالمين، كذلك جاء بالحديث النبوي: "كمل من الرجال كثير، ولم يكمل من النساء إلا مريم ابنة عمران، وآسية امرأة فرعون".

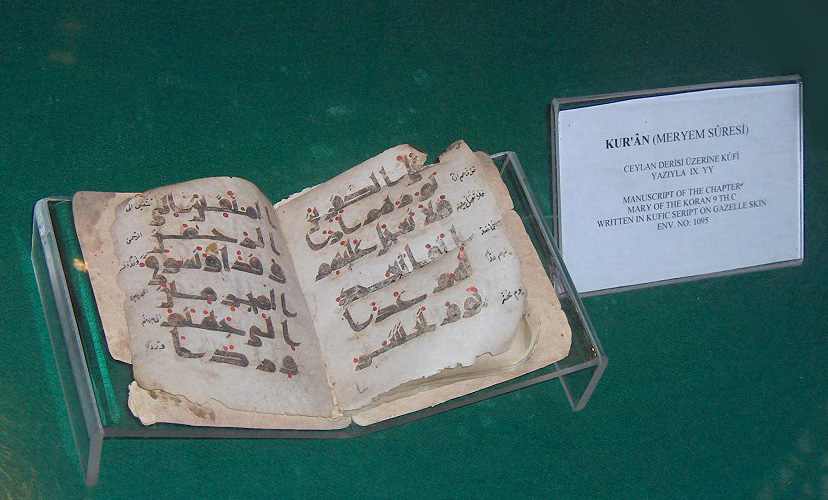
سورة مريم بالخط الكوفي على صفحة مصحف قديم يعود للقرن التاسع.

يذكر القرآن مريم بلفظ «مريم ابنة عمران»، وآل عمران هي عائلة مُكرّمة في القرآن، وذهب المفسرين أنه عمران هو والد مريم ونبي من الأنبياء وأنه نفسه «يواقيم» المذكور في الرواية المسيحية، بينما يرى فريق آخر من المُفسرّين أنه نفسه عمران والد النبي موسى، وأن مريم تُنسب إليه كونها من نسله. كذلك تُلقب مريم في القرآن بـ «أخت هارون»، واختلف المُفسرون في تفسيرها، فقالوا نسبتها لهارون نسبةً لها إلى الصلاح، حيث كان بنو إسرائيل يطلقون اسم هارون على أهل الصلاح، وقيل أنه معناه أنها شبيهة النبي هارون في الصلاح. وقيل أنها كانت من نسل النبي هارون. وفي سورة آل عمران العديد من التفاصيل عن ولادة مريم وكيف حملت بولدها النبي عيسى المسيح، وفي هذه التفاصيل شبه كبير يصل إلى حد التطابق أحيانًا مع ما ورد في العهد الجديد، حيث يقول علماء الشريعة والباحثين، أن الزمن مرّ على عمران وزوجته حَنّة بنت فاقوذ دون أن يُرزقا بولد، وفي يوم من الأيام جلست حنة بين ظلال الأشجار، فرأت عصفورة تطعم صغيرها، فتحركت بداخلها غريزة الأمومة، فدعت الله أن يرزقها ولدًا حتى تنذره لخدمة بيت المقدس: ﴿إِذْ قَالَتِ امْرَأَةُ عِمْرَانَ رَبِّ إِنِّي نَذَرْتُ لَكَ مَا فِي بَطْنِي مُحَرَّرًا فَتَقَبَّلْ مِنِّي إِنَّكَ أَنْتَ السَّمِيعُ الْعَلِيمُ ۝٣٥﴾ [آل عمران:35]، فاستجاب الله لدعائها ورزقها بجنين أنثى، ﴿فَلَمَّا وَضَعَتْهَا قَالَتْ رَبِّ إِنِّي وَضَعْتُهَا أُنْثَى وَاللَّهُ أَعْلَمُ بِمَا وَضَعَتْ وَلَيْسَ الذَّكَرُ كَالْأُنْثَى وَإِنِّي سَمَّيْتُهَا مَرْيَمَ وَإِنِّي أُعِيذُهَا بِكَ وَذُرِّيَّتَهَا مِنَ الشَّيْطَانِ الرَّجِيمِ ۝٣٦﴾ [آل عمران:36]. وقد جاء في الحديث النبوي: "كل بني آدم يمسه الشيطان يوم ولدته أمه إلا مريم وابنها".
توفي والدها وهي لا تزال بعد طفلة صغيرة، وأخذتها أمها إلى بيت المقدس؛ استجابة لنذرها، ودعت الله أن يتقبلها، ﴿فَتَقَبَّلَهَا رَبُّهَا بِقَبُولٍ حَسَنٍ وَأَنبَتَهَا نَبَاتًا﴾، ولما رآها الأحبار تعلقوا بها واستبشروا فيها امرأة صالحة مستقبلًا، فكفلها أكبرهم سنًا، ألا وهو النبي زكريا، فعلّمها تعاليم الدين والأخلاق الحسنة وأنشأها على الأخلاق الفاضلة، فنشأت مريم صالحة عفيفة طاهرة من الذنوب والمعاصي عارفة بالله وتقية وولية تداوم على طاعة ربها أناء الليل وأطراف النهار. فأكرمها الله، وفقًا لما جاء في سورة آل عمران، وجعل لها آيات خاصة، فكان زكريا يرى عندها في المحراب، وبعد أن يغلق عليها أبواب المسجد، كان يرى فاكهة الصيف في الشتاء وفاكهة الشتاء في الصيف، فيسألها: يا مريم من أين يأتي لك هذا؟ فتقول: رزقني به الله: ﴿فَتَقَبَّلَهَا رَبُّهَا بِقَبُولٍ حَسَنٍ وَأَنْبَتَهَا نَبَاتًا حَسَنًا وَكَفَّلَهَا زَكَرِيَّا كُلَّمَا دَخَلَ عَلَيْهَا زَكَرِيَّا الْمِحْرَابَ وَجَدَ عِنْدَهَا رِزْقًا قَالَ يَا مَرْيَمُ أَنَّى لَكِ هَذَا قَالَتْ هُوَ مِنْ عِنْدِ اللَّهِ إِنَّ اللَّهَ يَرْزُقُ مَنْ يَشَاءُ بِغَيْرِ حِسَابٍ ۝٣٧﴾ [آل عمران:37].
| وَاذْكُرْ فِى الْكِتَابِ مَرْيَمَ إِذِ انتَبَذَتْ مِنْ أَهْلِهَا مَكَانًا شَرْقِيًّا فَاتَّخَذَتْ مِن دُونِهِمْ حِجَابًا فَأَرْسَلْنَا إِلَيْهَا رُوحَنَا فَتَمَثَّلَ لَهَا بَشَرًا سَوِيًّا قَالَتْ إِنِّي أَعُوذُ بِالرَّحْمَن مِنكَ إِن كُنتَ تَقِيًّا قَالَ إِنَّمَا أَنَا رَسُولُ رَبِّكِ لِأَهَبَ لَكِ غُلامًا زَكِيًّا قَالَتْ أَنَّى يَكُونُ لِي غُلامٌ وَلَمْ يَمْسَسْنِي بَشَرٌ وَلَمْ أَكُ بَغِيًّا قَالَ كَذَلِكِ قَالَ رَبُّكِ هُوَ عَلَيَّ هَيِّنٌ وَلِنَجْعَلَهُ آيَةً لِلنَّاسِ وَرَحْمَةً مِّنَّا وَكَانَ أَمْرًا مَّقْضِيًّا |
| —القرآن الكريم، سورة مريم: 16-21 |

وبعد أن تقدم زكريا في السن ولم يعد يقدر على خدمة مريم كما في السابق، خرج على بني إسرائيل، يطلب منهم كفالة مريم، فتقارعوا بينهم حتى كانت مريم من نصيب ابن خالها يوسف النجار، كما تفيد بعض المصادر، فظل يخدمها حتى بلغت سن الشباب، فضربت مريم عندئذ على نفسها الحجاب، فكان يأتيها بحاجتها من الطعام والماء من خلف الستار. وبعد ذلك ابتعدت مريم عن الناس، وأصبح لا يراها أحد ولا ترى أحدًا. وفي هذه المرحلة من حياتها، نزل عليها الملاك جبريل يُبشرها بالمسيح ولدًا لها. ويذكر القرآن كيفية حملها للمسيح وولادتها العذرية بمعزل عن قومها ثم حملها لطفلها ورجوعها إلى بني إسرائيل، الذين تعجبوا من حملها لطفل ولم يعرفوا عنها سوى أنها كانت عفيفة طوال حياتها ولم يمسّها الرجال، فنطق المسيح عندئذ، ليُنجي والدته من الشبهة، ﴿إِنَّ اللَّهَ رَبِّي وَرَبُّكُمْ فَاعْبُدُوهُ هَذَا صِرَاطٌ مُسْتَقِيمٌ ۝٥١﴾ [آل عمران:51].
ولمريم العذراء مكانة كبيرة عند المسلمين، فهي مصطفاة مطهرة من الله، اصطفاها لا على نساء عصرها فحسب بل على نساء العالمين جميعا: ﴿وَإِذْ قَالَتِ الْمَلَائِكَةُ يَا مَرْيَمُ إِنَّ اللَّهَ اصْطَفَاكِ وَطَهَّرَكِ وَاصْطَفَاكِ عَلَى نِسَاءِ الْعَالَمِينَ ۝٤٢﴾ [آل عمران:42]، وهي الشريفة الطاهرة العفيفة التي أحصنت فرجها وحافظت على عرضها وأطاعت ربها فكانت من القانتين: ﴿وَمَرْيَمَ ابْنَتَ عِمْرَانَ الَّتِي أَحْصَنَتْ فَرْجَهَا فَنَفَخْنَا فِيهِ مِنْ رُوحِنَا وَصَدَّقَتْ بِكَلِمَاتِ رَبِّهَا وَكُتُبِهِ وَكَانَتْ مِنَ الْقَانِتِينَ ۝١٢﴾ [التحريم:12]. ومن مكانة مريم في الإسلام أن اسمها الصريح ذُكر أربعًا وثلاثين مرة في القرآن دون غيرها من النساء بأسمائهن الصريحة، كما وردت سورة من سور القرآن باسمها تعظيمًا لها، وهي المرأة الوحيدة التي سميت باسمها سورة في القرآن. ويُعظّم المسلمون مريم العذراء وتتسمى البنات المسلمات باسمها، ولا يُرمز إليها باسمها فقط احترامًا لها، فيُقال لها: «سيدتنا مريم عليها السلام»، «سيدتنا مريم ابنة عمران» كما جاء اسمها في القرآن، أو «سيدتنا مريم العذراء»، كذلك فإن أغلب المسلمين لا يُصورون مريم ولا يرسموها، على الرغم من وجود بعض الرسومات الفارسية التي تصورها والمسيح. ويؤمن بعض المسلمين أن مريم ستكون زوجة لمحمد في الجنة، ومن ذلك حديث أبي إمامة، الذي يُصنّف كحديث ضعيف من قبل أغلب العلماء، وجاء فيه: «سمعت النبي يقول لعائشة: أشعرت أن الله قد زوجني في الجنة مريم بنت عمران وكلثم أخت موسى وامرأة فرعون». وهذا هو اعتقاد الشيعة الإثني عشرية حيث ينقل علي بن بابويه القمي حديثًا، جاء فيه: «دخل رسول الله ﷺ على خديجة وهي لما بها، فقال لها: "بالرغم منا ما نرى بك يا خديجة. فإذا قدمتِ على ضرائرك فأقرئيهنّ السلام". فقالت: من هُنَّ يا رسول الله؟ قال ﷺ: "مريم بنت عمران، وكلثم أخت موسى، وآسية امرأة فرعون". قالت: بالرِّفاء يا رسول الله».

## معرض الصور

عذراء الرحمة إحدى طرق تمثيل مريم في المسيحية.
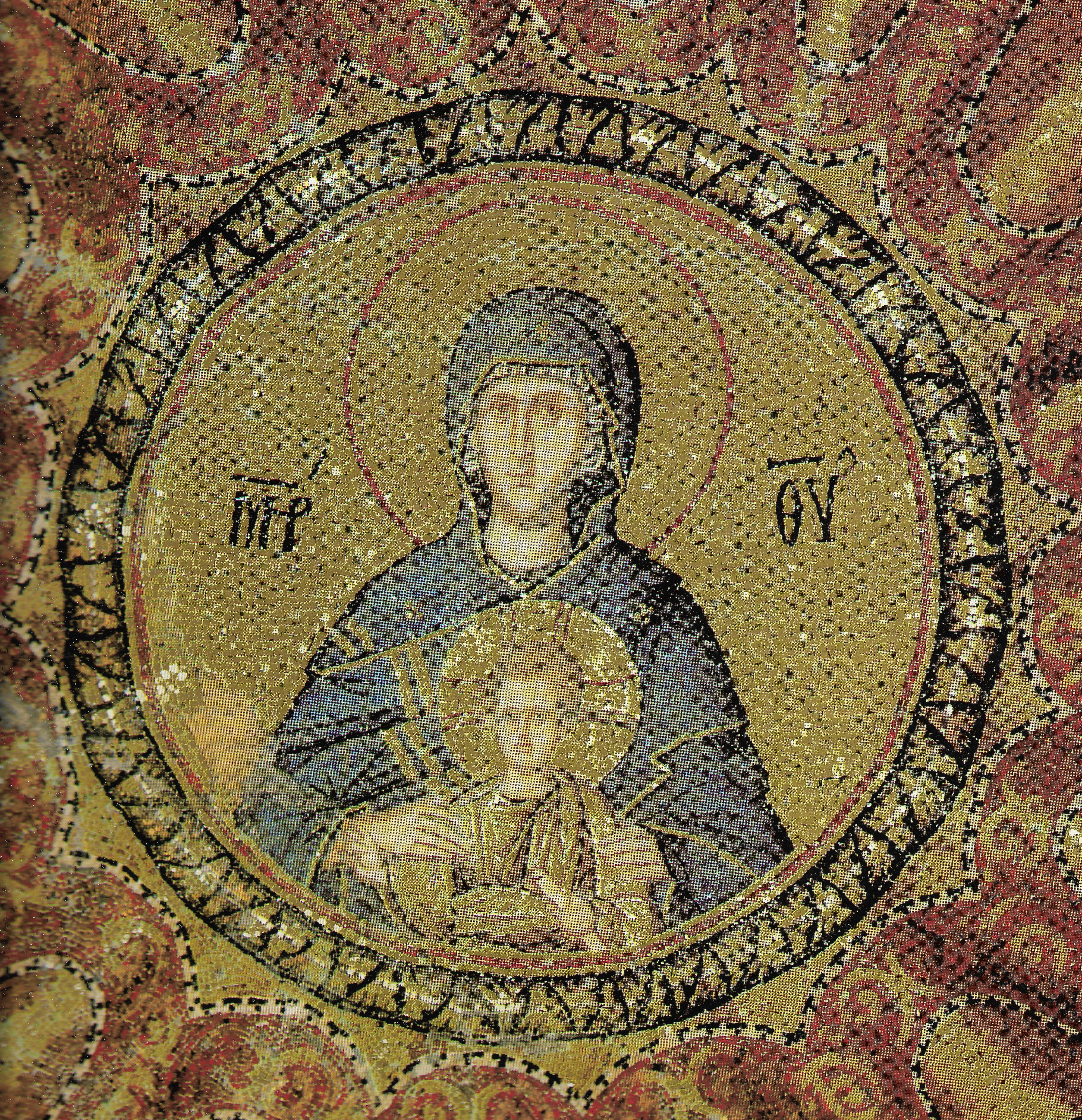
فسيفساء الأرحب من السموات في كنيسة خورا
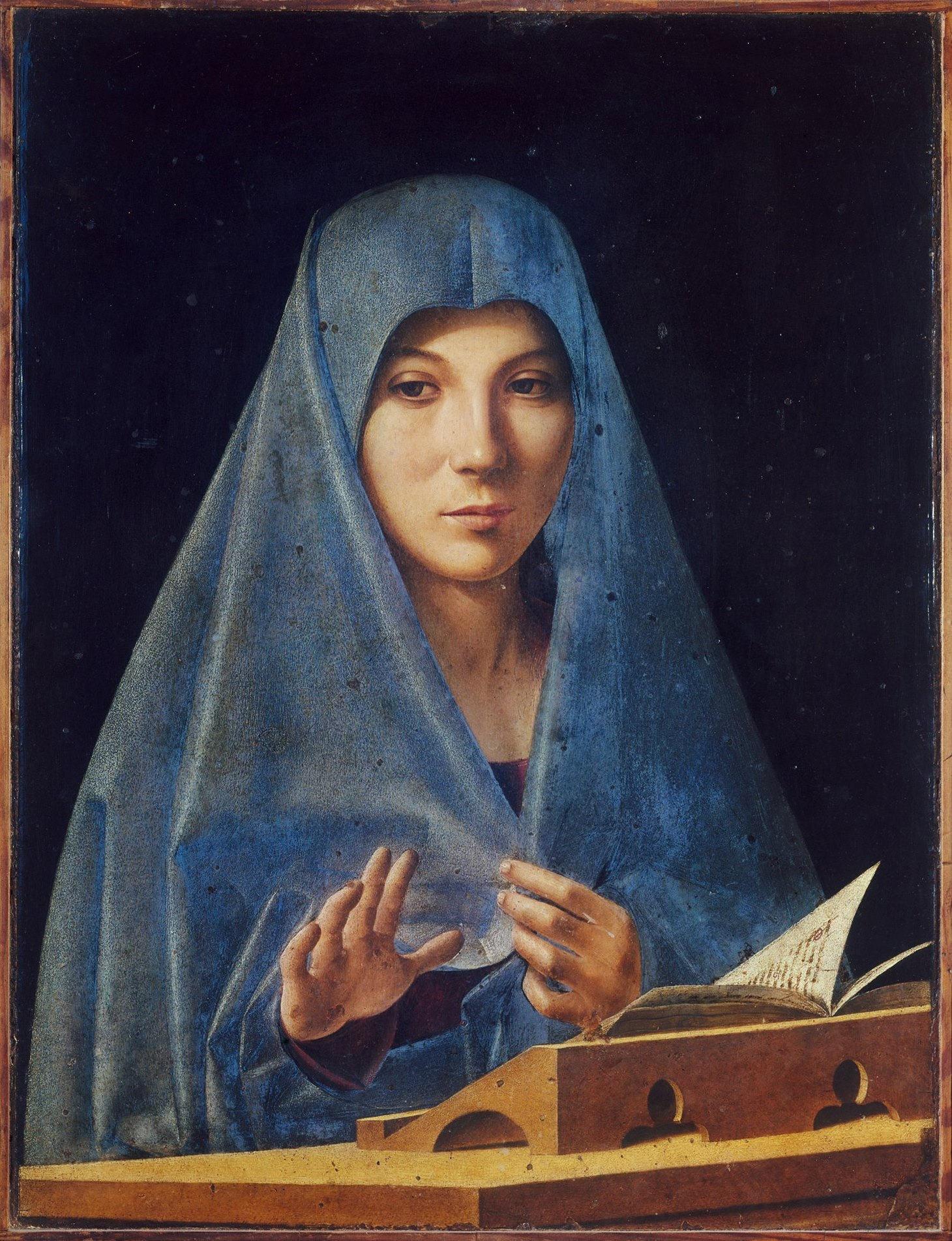
بِشاْرَة العَذْرَاء، بريشة رَسام عَصر النَهضة اللإيطالي، أنتونيلو دا ميسينا عام 1476. قَصر أباتيليس، باليرمو، إيطاليا.

## حواش
- 1 لا تذكر صراحة، لكن يذكر “النساء” و“إخوة الرب”، لذلك نسب التقليد أنها كانت موجودة أيضًا.
- 2 بأقل تقدير، ولدت العذراء عام 18 قبل الميلاد ويكون عمرها حسب التقليد الكنسي عند انتقالها 61 عامًا، هناك من يحدد عمرها آنذاك 58 عامًا.
- (3) يقول القديس جيروم وعدد آخر من آباء الكنيسة في هذا الخصوص، إن لكلمة حتى بضعة معاني لا تفيد المستقبل، واستشهدوا بذلك بآيات من الكتاب المقدس: لأنه يجب أن يملك حتى يضع جميع الأعداء تحت قدميه. (الرسالة الأولى إلى كورنثس 25/15)؛ فهل هذا يعني أن ملك الله يزول عقب قضاءه على أعدائه، وأيضًا: ها أنا معكم حتى انتهاء العالم. (متى 20/28) فهل سيتخلى الله عنا بعد نهاية العالم، وأيضًا: أعيننا إليك يا الله حتى تترأف بنا. (مزمور 2/123) فهل يكفّ مرنم المزامير من طلب رحمة الله بعد أن يترأف به. هناك أيضًا عدد آخر من الاعتراضات والرد عليها، انظر: نسب الملك وميلاده، تفسير العهد الجديد؛ مريم الدائمة البتولية، الشبكة العربية الأرثوذكسية. و معنى عصمة العذراء مريم من دنس الخطيئة الأصلية، موقع كنيسة الإسكندرية الكاثوليكي.
- (4) بسبب آثام البشرية المتلاحقة، تؤمن أغلب الطوائف المسيحية، أن الله قد أرسل ابنه مولودًا من امرأة بهدف تخليص العالم من الخطيئة وبدء عهد جديد بين الله والإنسان، وهذا دور يسوع المسيح؛ أما شفاعة القديسين وعلى رأسهم العذراء فهي مختلفة، فالكنيسة المنتصرة وفق المصطلح الرسمي، أي مجموعة المؤمنين الذين أصبحوا مع الله في الجنة، تقوم بالتضرع في سبيل الكنيسة المجاهدة أي مجموعة المؤمنين الذين لا يزالون على الأرض، وقد ورد هذا في رؤيا يوحنا، انظر شفاعة القديسين، موقع الأنبا تكلا و شفاعتان: شفاعة المسيح وشفاعة القديسين، موقع الأنبا تكلا.
- 5 الطوبى كلمة سريانية تمّ تعريبها، تعني: ما أسعده، هنيئًا له.
- 6 الإرشاد الرسولي هو عبارة عن وثيقة أو رسالة يبعثها البابا في الفاتيكان إلى مختلف كنائس العالم الكاثوليكية في موضوع ما، وتكون قرارتها ملزمة في الكنيسة الكاثوليكية.
- 7 غالبًا ما تتراءى العذراء لشخص أو أكثر بعينهم أما البقية من الحاضرين فلا يرونها، باستثناء ظهور كنيسة الزيتون في مصر؛ غير أن الحاضرين يشعرون وفقًا للمعتقدات المسيحية، بحضورها من خلال علامات حسيّة في الطبيعة، وقد يترافق ذلك بمعجزات، كميدان الشمس في ظهور فاطمة والزيت المقدس في ظهور الصوفانية.
- (8) أسرار فاطمة الثلاث التي استودعتها العذراء للرؤاة وفق المعتقدات الكاثوليكية، كشف اثنان منهما بداعي اليوبيل الفضي للظهورات، السر الأول رأى فيه الرؤاة جهنم بشكل مباشر وعبروا عن هلعهم وخوفهم من مظهرها؛ السر الثاني يتعلق باندلاع الحرب العالمية الثانية وازدياد المضايقات الخاصة للبابا في روما؛ أما السر الثالث فلم يتم الكشف عنه حتى الآن لأسباب مجهولة، وربما لكونه يشير إلى نهاية العالم، كما يتوقع البعض.[172]

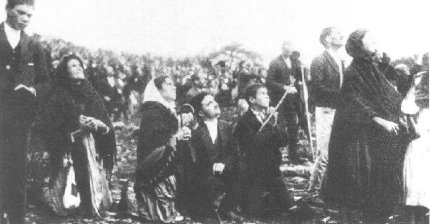
الجماهير تراقب معجزة الشمس في فاطمة يوم 13 أكتوبر 1917.

- (9) هذه شهادة أغنطايوس ليريا أحد شهود العيان في معجزة الشمس أو ميدان الشمس أو الشمس الراقصة كما تسمى بعض الأحيان: كنت أتأمل مليًا الشمس في كبد السماء وكانت تبدو لناظري شاحبة بلا بهاء، كأنها كرة من ثلج تدور على نفسها ثم بدا للجميع أنها تهوي في تكسر وهي توعد أرضنا بالهبوط عليها، خلال الدقائق الطويلة التي تجلى فيها الحدث الشمسي برزت الأشياء القريبة منها متشحة بألوان قوس قزح وبدت الوجوه تارة حمراء وتارة زرقاء وطورًا صفراء، فضاعفت هذه المظاهر هلعنا. عقب عشر دقائق عاودت الشمس قطبها في تكسر وميدان كما كانت قد نزلت ولم تزل شاحبة دون تألق.[173] أما أسقف ليريا في رسالته التي ثبّت بها الظهورات يوم 13 أكتوبر 1930 قد تكلم ما يلي عن معجزة الشمس: وقع الحادث الشمسي في الثالث عشر من أكتوبر 1917 ووصفته الصحف في حينه، لقد كان ذلك الحادث أعظم خوارق فاطمة وأشدها موقعًا في قلوب من سعدوا برؤيتها. كان الفتية الثلاثة قد سبقوا وعينوا المكان وأشاروا إلى الساعة التي سيجري فيها، فسرى النبأ لحاله وبلغ أقاضي البرتغال، فوجد في فاطمة ساعة الظهور الأخير ألوف وألوف من البشر. لم يكن مظهر الشمس من المظاهر الطبيعية إذ لم يسجل وقوعه في مرصد من المراصد الفلكية ومع ذلك فقد عاينته تلك الجماهير الغفيرة وفيها كل العناصر وكل الطبقات، من مؤمنين وجاحدين، ونقلته الصحف البرتغالية، وشهده أناس منعزلون على مسافة كليومترات، فهذي الأمور كلها تنفي كل تحليل يرتكز إلى إيحاء شخصي أو إلى أي نوع من أنواع الهذيان.[174] الكنيسة الكاثوليكية تؤمن أن الشمس لم تتحرك، وإنما العذراء كما سبقت ووعدت بتقديم دليل حسي على ظهورها، جعلت المشاهدين يرون الشمس بهذه الطريقة؛ الناقدون يرون أن الحادث ربما يكون حادثة الشمس الوهمية حصلت مصادفة مع موعد الظهورات، النقاد الكاثوليك يرون إمكانية حصول شمس وهمية فعلًا لكنهم يشيرون إلى أن وقوع الشمس الوهمية تزامنًا مع إشارة لوسيا هو بحد ذاته معجزة؛ عدد آخر من النقاد يشير إلى أن الحدث قد يكون تخريب مؤقت في شبكية العين ناجم عن النظر إلى الشمس.
- (10) تؤمن الكنيسة القبطية الأرثوذكسية بظهورات أخرى للعذراء مريم انظر ظهورات العذراء قديمًا، موقع تاريخ الأقباط.
- (11) لا تزال القضية قيد الدراسة في الكنيسة الكاثوليكية.